# Bex
Pour les articles homonymes, voir Bex.
Bex ([be]) est une commune suisse du canton de Vaud, située dans le district d'Aigle.

## Géographie

### Situation
Le territoire de Bex s'étend sur 96,56 km2. Lors du relevé de 2013-2018, les surfaces d'habitations et d'infrastructures représentaient 5,0 % de sa superficie, les surfaces agricoles 26,7 %, les surfaces boisées 34,1 % et les surfaces improductives 34,2 %.

Bex présente une grande diversité de climats et de paysages, allant des berges du Rhône (395 m d'altitude) au sommet des Diablerets (3 210 m). L'Avançon, la rivière traversant la commune, fait le lien entre cette diversité de lieux et d'écosystèmes. Au niveau de la superficie, Bex est la troisième plus grande commune du canton.

Vue aérienne de Bex en 1952.
Vue aérienne de Bex en 1952 avec la colline Le Montet derrière le village.
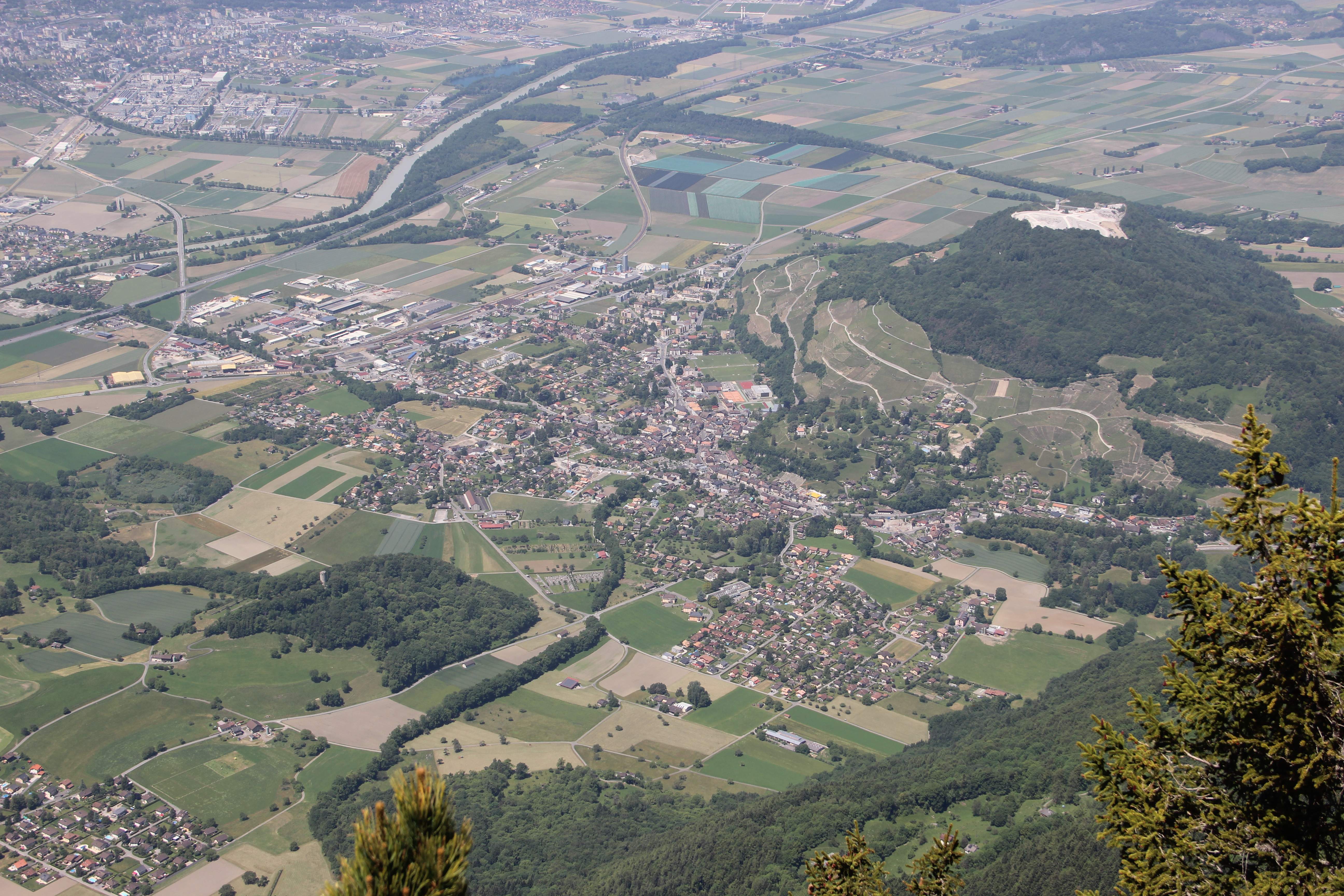
Bex en 2014 vu de la Croix de Javerne.
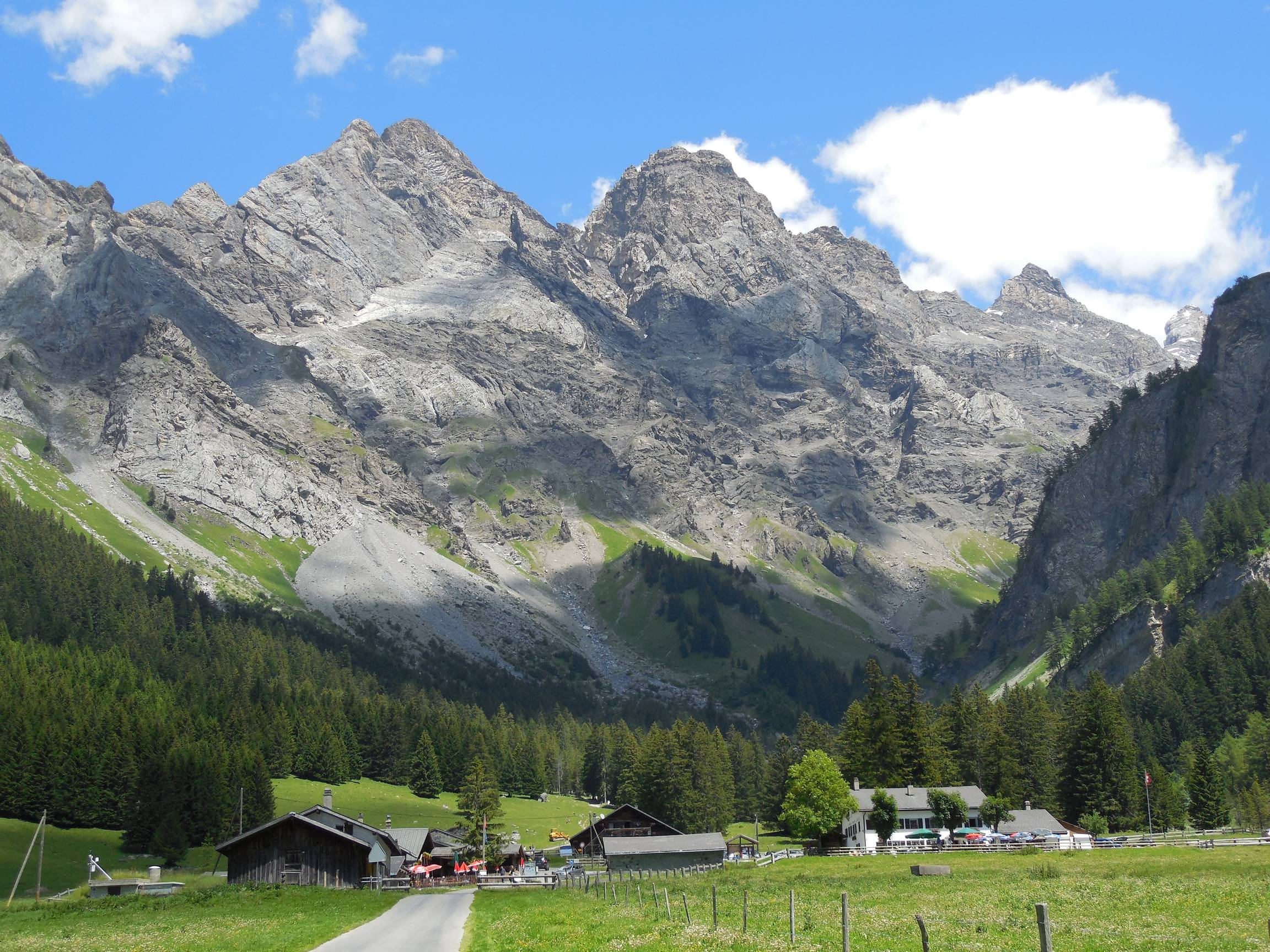
La partie alpine de Bex en 2014, à Solalex.
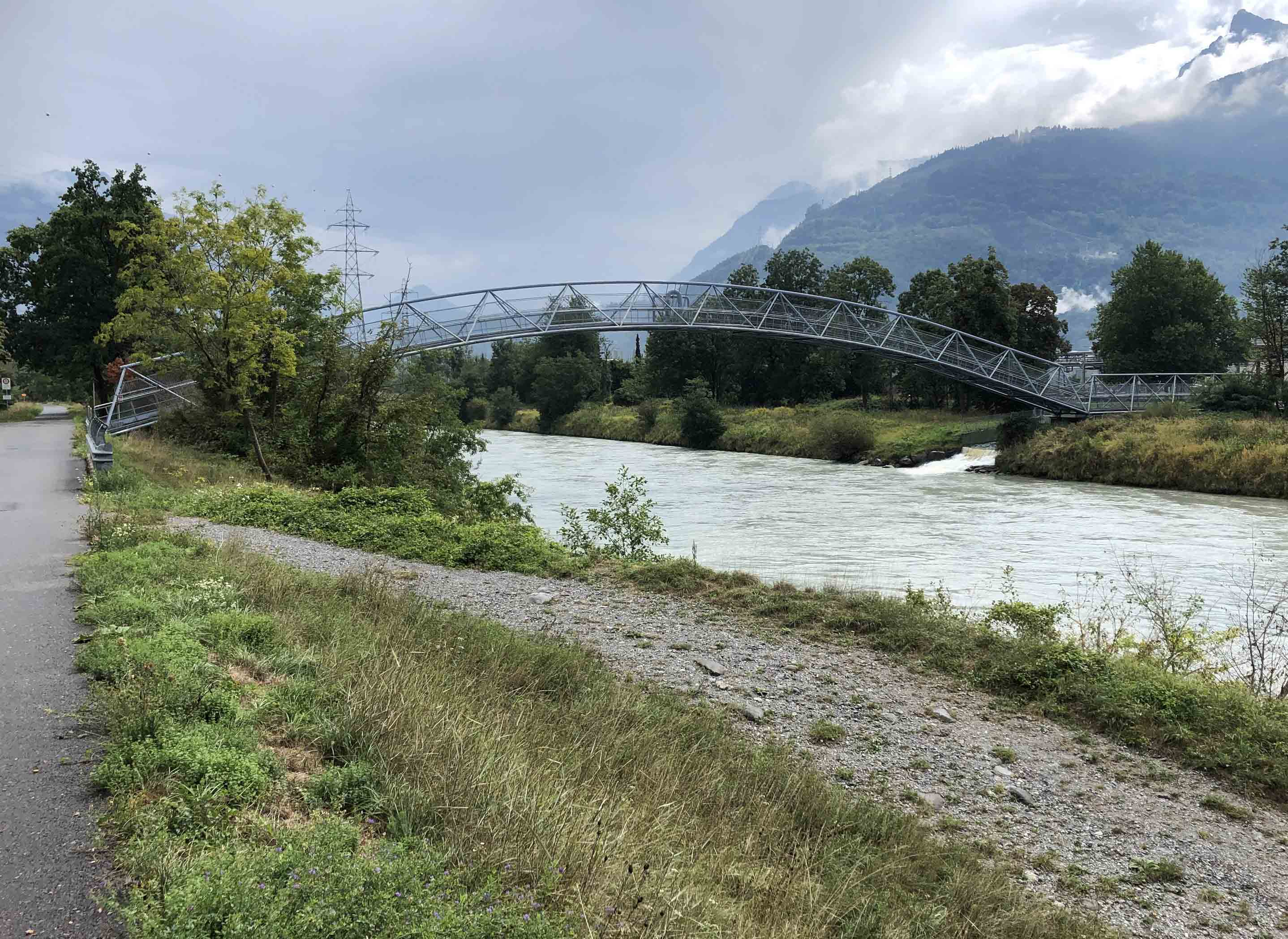
Rive du Rhône à Bex en 2022, à la frontière avec le Valais.
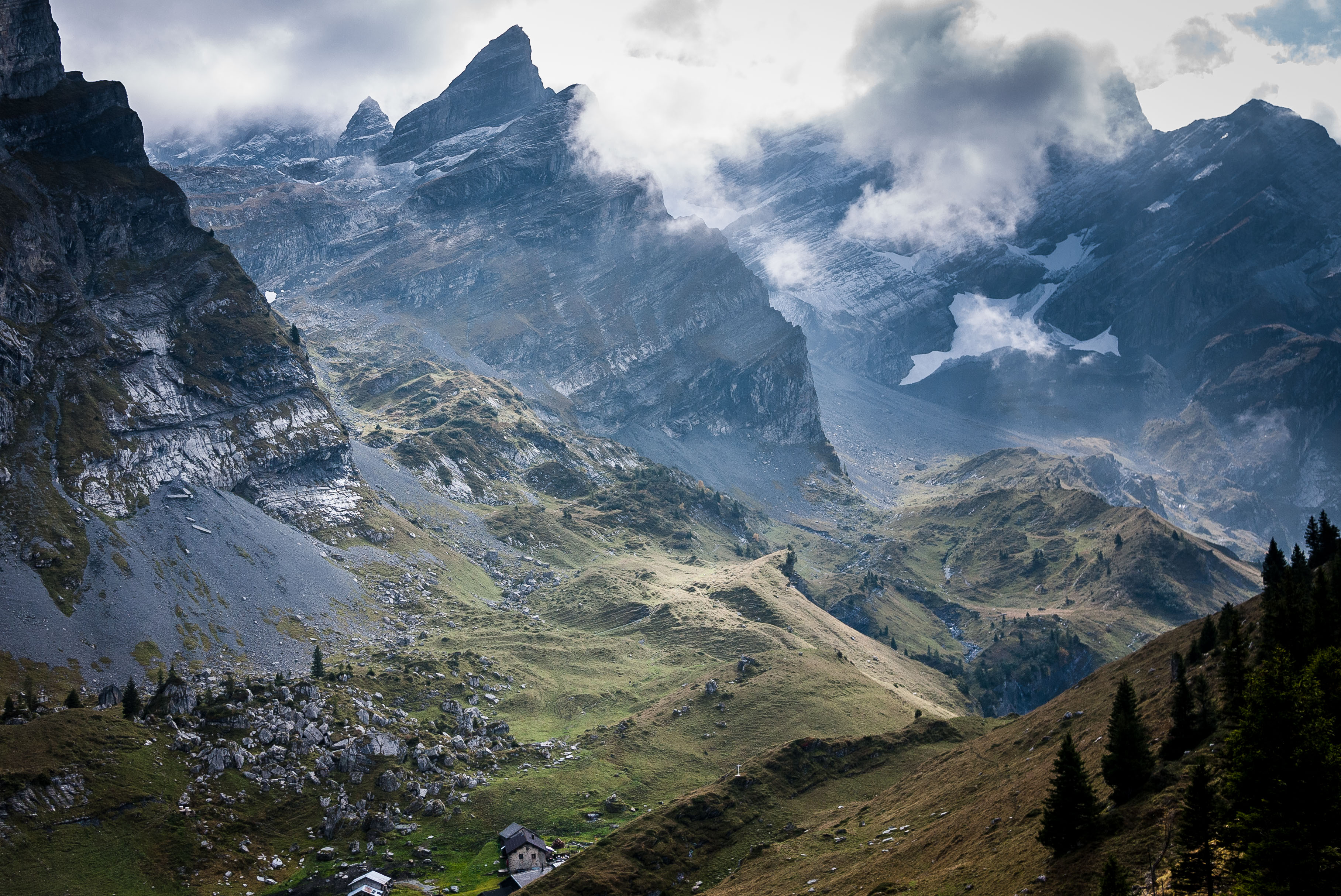
Les pâturages autour de La Vare, au pied du Grand Muveran.

La surface agricole compte des cultures fruitières et céréalières en plaine, mais aussi des coteaux de vigne (84 ha), ainsi que des châtaigniers, des forêts et des alpages plus en altitude (dont Javerne, Solalex et Anzeindaz).
| Monthey                       | Ollon / Gryon     | Ormont-Dessus      |
| Massongex                     | Bex               | Conthey            |
| Saint-Maurice / Lavey-Morcles | Collonges / Fully | Leytron / Chamoson |

### Transports

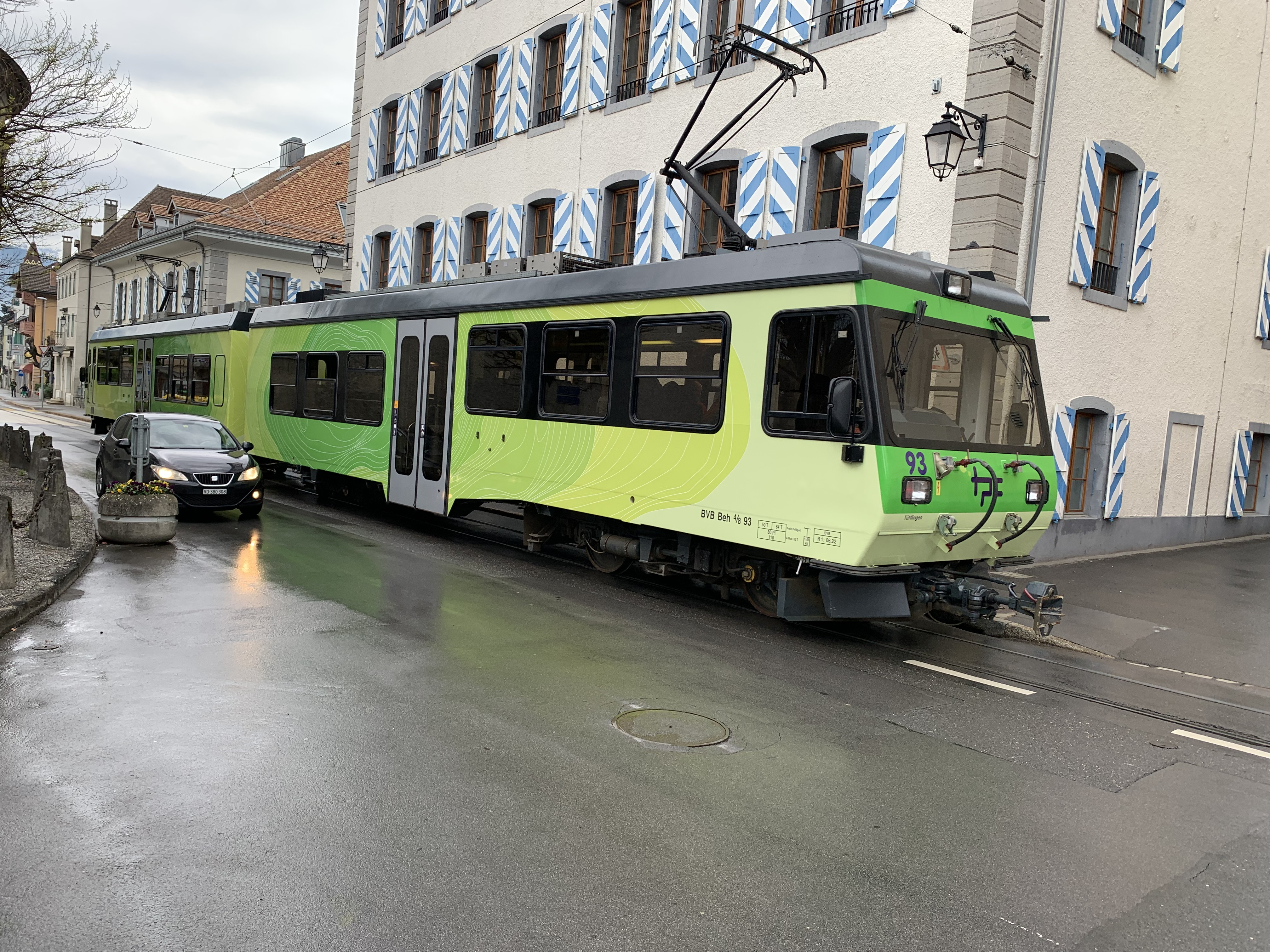
Le train BVB traverse le centre de Bex en 2023.

- Sur la ligne ferroviaire du Simplon, Lausanne - Brigue

- Départ de la ligne ferroviaire BVB, Bex - Villars - Bretaye
- Départ de la ligne de TPC, Bex - Fenalet-sur-Bex
- Départ de la ligne de TPC, Bex - Les Plans-sur-Bex
- Départ de la ligne automobile, Bex - Monthey
- A9 (Brigue-Lausanne-Vallorbe)  19 (Bex)
- Route principale 9 (H9), Vallorbe - Lausanne - Vevey - Aigle - Bex - Martigny - Sion - Brigue - col du Simplon - Gondo
- Route principale 21 (H21), Saint-Gingolph - Monthey - Bex - Martigny - tunnel du Grand-Saint-Bernard / col du Grand-Saint-Bernard

## Toponymie
Formes anciennes : in Baccis (600) ; Gurarnerus de Baix (vers 1140) ; Warnerus de Bax (1179) ; de feudo Baiz (1220) ; in plano de Bacio (1252).
L'hypothèse d'une formation avec un nom de personne (gentilice) latin du type Battius ou Baccius est la plus probable, car l'emploi de noms de personnes simples, c'est-à-dire sans l'adjonction d'un suffixe toponymique, est fréquent en Suisse romande. Il signifierait donc « (propriété) de Baccius ».

## Histoire

### Préhistoire
Des travaux d'assèchement au bord du petit lac de Luissel en 1791, en vue de l'extraction de tourbe, sur les hauts de Bex, ont permis de découvrir diverses parures et armes de bronze, objets richement ornementés aujourd’hui datés de la fin du Bronze final Xe siècle av. J.-C. ou IXe siècle av. J.-C. Dès leur découverte, ces objets sont disséminés. Certains passent à l’Académie de Genève, d’autres à celle de Berne, enfin une pointe de lance et une épée à antennes entrent dans les collections de l’Académie de Lausanne, et, par là, ont abouti au Musée cantonal d'archéologie et d'histoire de Lausanne.

### Moyen Âge et temps modernes
À partir du XIe siècle, Bex passe, avec tout le Chablais, sous la domination de la maison de Savoie. À partir du XIIe siècle, un château et des fortifications sont érigés dans la région de Bex, soulignant son rôle d'avant-poste des territoires de la Savoie. Il ne subsiste aujourd'hui qu'une tour de ce château, la Tour de Duin.
En 1227, Pierre de Bex est seigneur de Bex et, à ce titre, défenseur du château-fort édifié au XIIe siècle.
Dès le XVe siècle, on signale l'existence d'une source d'eau salée à Bex. Cependant, ce n'est que lors du siècle suivant que le potentiel de cette ressource commencera à être exploité, d'une façon encore très artisanale,. À ce moment, au début du XVIe siècle, le Chablais vaudois est disputé entre Berne et le duc de Savoie : occupé par Berne en 1464, sous contrôle bernois à partir de 1476 à la suite de la Guerre de Bourgogne, le pays de Vaud est confirmé possession bernoise au traité de Lausanne (15 octobre 1564). 
Dès 1528, les Bernois y bousculent la vie religieuse en y instaurant la Réforme. Alors qu'il appartenait auparavant au  diocèse de Sion et au décanat de Monthey, le mandement de Bex est le premier du gouvernement d'Aigle à accepter le culte protestant. Néanmoins, la réticence et les résistances sont de mise parmi la population et de nombreux habitants quittent le village pour le Valais resté catholique ou assistent clandestinement aux messes à Saint-Maurice. Une paroisse catholique sera recrée à Bex en 1870. 
Une autre initiative des Bernois est de creuser dès 1684 des galeries pour trouver de nouvelles sources salées. On construit alors les salines du Bévieux (toujours exploitées) et des Dévens. À cette époque, le sel est une denrée particulièrement précieuse, premièrement, en tant qu'agent de conservation des aliments (salaison) et, deuxièmement, comme ingrédient indispensable à la production de fromages. Or, ces derniers sont des biens d'exportation vitaux pour l'économie des communautés alpines. Les Bernois développent les salines de Bex sous l'égide de l'État dans l'optique de ne plus dépendre du sel étranger et de se servir de cette production salifère en tant que moyen de pression diplomatique. Ces objectifs ne seront jamais totalement atteints,, mais donnent à Bex une importance nationale sur le long terme concernant la production de sel.

Au XVIIIe siècle, Bex devient peu à peu un lieu de curiosité et de délassement. Les mines sont visitées par des voyageurs. Ainsi la localité attire certaines figures des Lumières comme Jean-Jacques Rousseau, Horace Bénédict de Saussure ou encore Giacomo Casanova. Cet attrait pose les premières fondations de Bex en tant que destination touristique de choix. 

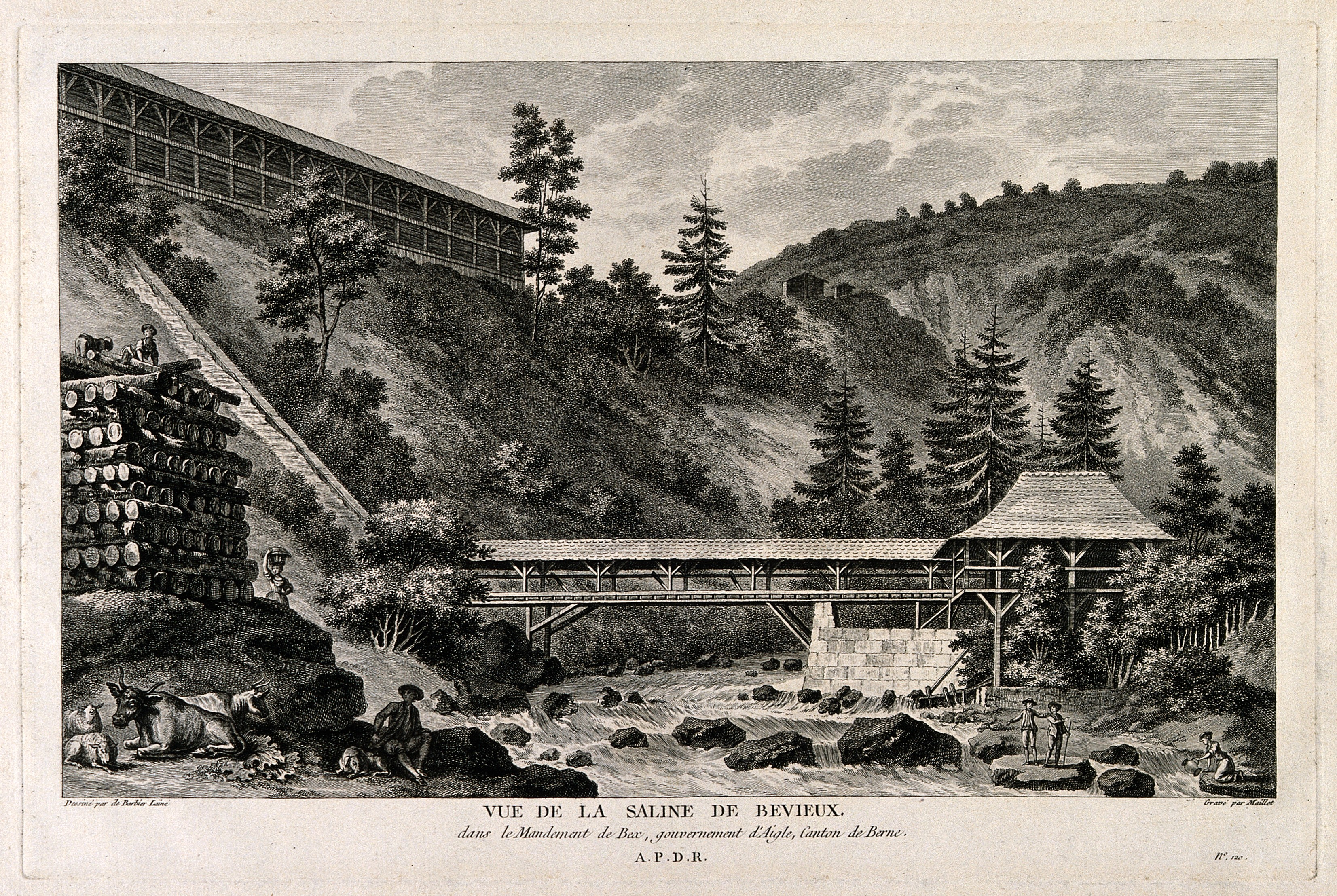
Exploitation de la mine de sel de Bevieux pendant la période bernoise.
Les salines durant la période bernoise.
La place du marché de Bex au XVIIIe siècle.
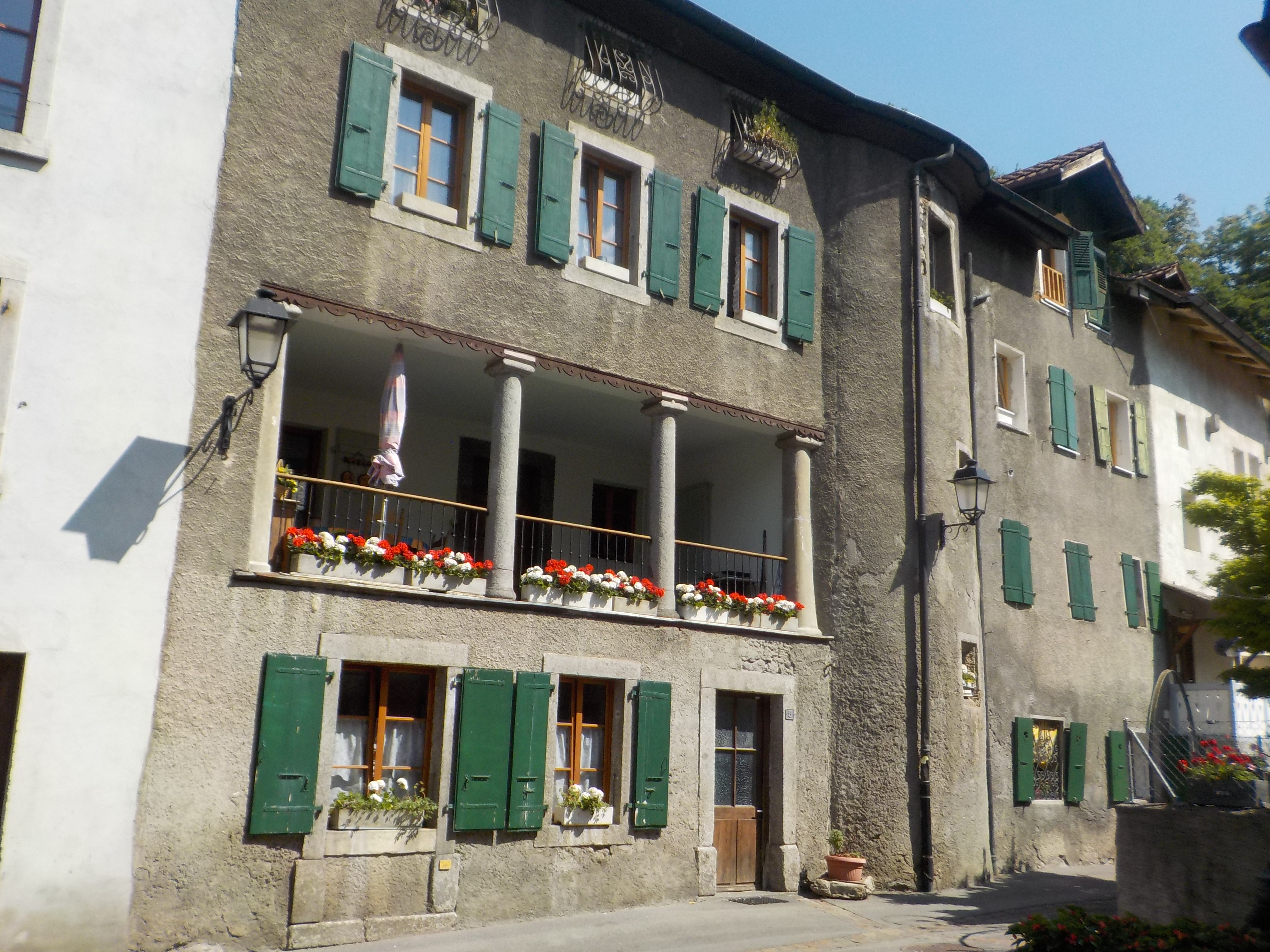
Même si elle a connu quelques rénovations, la maison Tavelli est la plus ancienne de Bex. Sa construction date de 1563[15].
Représentation de Bex au XVIIIe siècle, avec la Tour de Duin à droite de l'image.
Représentation de Bex au XVIIIe siècle.

À la suite de la Révolution française et durant les événements de l'invasion française de la Suisse, l'autorité de Berne est contestée dans le pays de Vaud. Certains souhaitent l'indépendance et l'adoption des idéaux révolutionnaires grâce à l'appui de la France, alors que d'autres cherchent à conserver le statu quo avec les Bernois au pouvoir. Même après l'indépendance vaudoise proclamée le 24 janvier 1798, les tensions perdurent et ces deux camps en viennent parfois à s'opposer militairement. La résistance à l'influence française ainsi que la loyauté à Berne sont particulièrement bien ancrées dans la vallée des Ormonts. Dans ce contexte, plusieurs habitants de Bex participent aux côtés des révolutionnaires au combat du Col de la Croix contre des milices des Ormonts, le 5 mars 1798. Le monument Forneret commémore cet épisode de l'histoire bellerine. Ce type de conflit se retrouve fréquemment dans toute la République helvétique, si bien que Napoléon, afin d'apaiser la situation, donne une nouvelle constitution à la Suisse par la conception de l'Acte de Médiation du 19 février 1803. Le pays de Vaud et Bex adhèrent à cette nouvelle Confédération suisse le 14 avril 1803.

### Histoire contemporaine
À la fin du XVIIIe siècle, les mines et les salines emploient une quinzaine d'ouvriers. En 1803, les salines de Bex deviennent la propriété de l'État de Vaud. Dès lors et jusqu'en 1860, on engage 360 travailleurs. Durant cette période, on essaie de nouveaux moyens pour extraire le sel d'une façon plus rentable et concurrencer le sel étranger. Néanmoins, dans la première moitié du XIXe siècle, la concurrence va aussi se faire sentir au niveau national. Dès 1836, on découvre à Muttenz,  au bord du Rhin, des gisements de sel plus facile à extraire qu'à Bex. Par conséquent, il se développe dans les cantons de Bâle-Campagne et d'Argovie des salines menaçant celles du Chablais, d'autant plus après les réformes douanières issues de la guerre du Sonderbund en 1847 et la fondation de la Suisse moderne en 1848. La situation est telle que le canton de Vaud songe à fermer les mines et les salines de Bex. Une partie de la population s'y oppose. Pour préserver cette industrie, quatre particuliers (M. Grenier, M. Chappuis-Veillon, M. Bauverd et M. Laurent) obtiennent les salines sous la forme d'une concession de l'État pour cinquante ans. Ils inaugurent dès lors un nouveau mode d'exploitation et créent en 1867 une société anonyme, à savoir la Compagnie des Mines et Salines de Bex. Plus ou moins simultanément, en Suisse alémanique, on cherche à réguler le marché intérieur du sel et à mieux faire face à la concurrence étrangère. En 1864, un accord est signé entre les différentes entreprises productrices de sel sur les rives du Rhin et il débouche en 1874 sur un cartel, créant les Salines suisses du Rhin. Les discussions avec les salines chablaisiennes font du canton de Vaud le marché exclusif, le monopole, de la Compagnie des Mines et Salines de Bex,,. Pour optimiser les résultats financiers des salines de Bex, on procède à plusieurs améliorations techniques comme la dessalaison de la roche sur place (vers 1860) et le salinage par thermocompression (dès 1877). Afin de répondre aux besoins énergétiques de cette exploitation, on remplace d'abord le bois par le charbon, puis ce dernier par une centrale électrique (1943). Le maintien en fonction des salines va contribuer à générer de nouvelles sources d'activités et de revenus pour la commune.  

En effet, à l'instar de Montreux, Bex assiste à la construction de la ligne du Simplon sur son territoire (entre 1857 et 1860) et devient dès lors un carrefour touristique de grande importance au XIXe et dans la première moitié du XXe siècle. Or, son succès s'articule autour du thermalisme, et repose en partie sur la récupération des eaux-mères des salines. Ses bains et ses grands hôtels attirent de nombreux visiteurs, notamment anglais et russes. À cette époque, la localité se nomme Bex-les-Bains. De nombreuses personnalités y ont séjourné, comme François-René de Châteaubriand, Alexandre Dumas, Victor Hugo, Léon Tolstoï, Hans Christian Andersen, Friedrich Nietzsche, Louisa May Alcott, Nikolaï Rimski-Korsakov, l'impératrice Sissi, Indira Gandhi, Francis Piccabia ou encore Haïlé Sélassié,,. Cet afflux de visiteurs et leurs envies de loisirs favorisent la mise en place du train Bex-Villars-Bretaye (Chesières 1906, Bretaye 1913) et d'un tramway reliant Bex au lieu-dit Bévieux (1898). 

Bex au début du XIXe siècle. De gauche à droite : les Dents du Midi, la cure protestante et le temple.
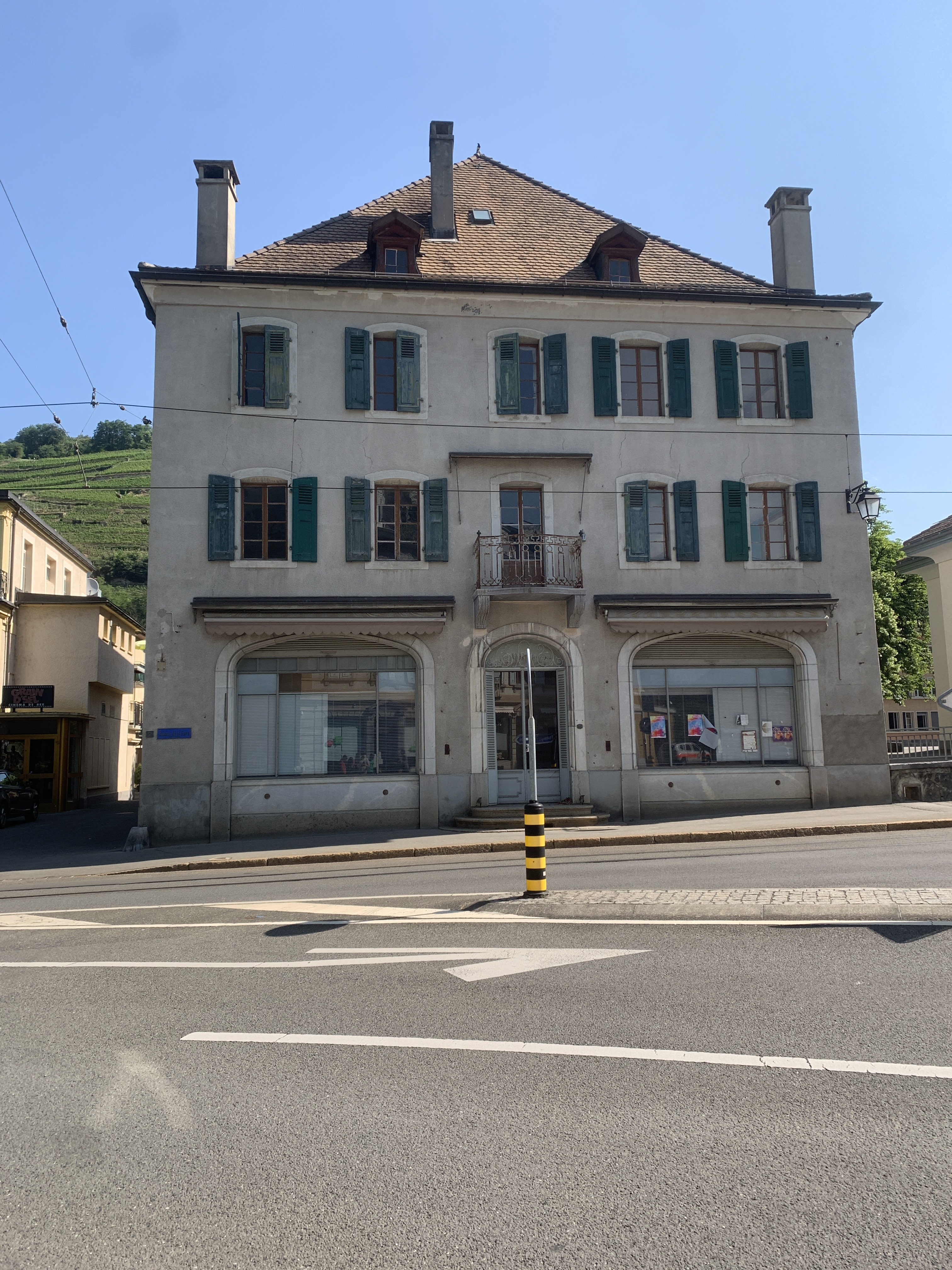
Ancien hôtel de l'Union. Appelé l'hôtel de l'Ours avant l'indépendance vaudoise en 1798[25].
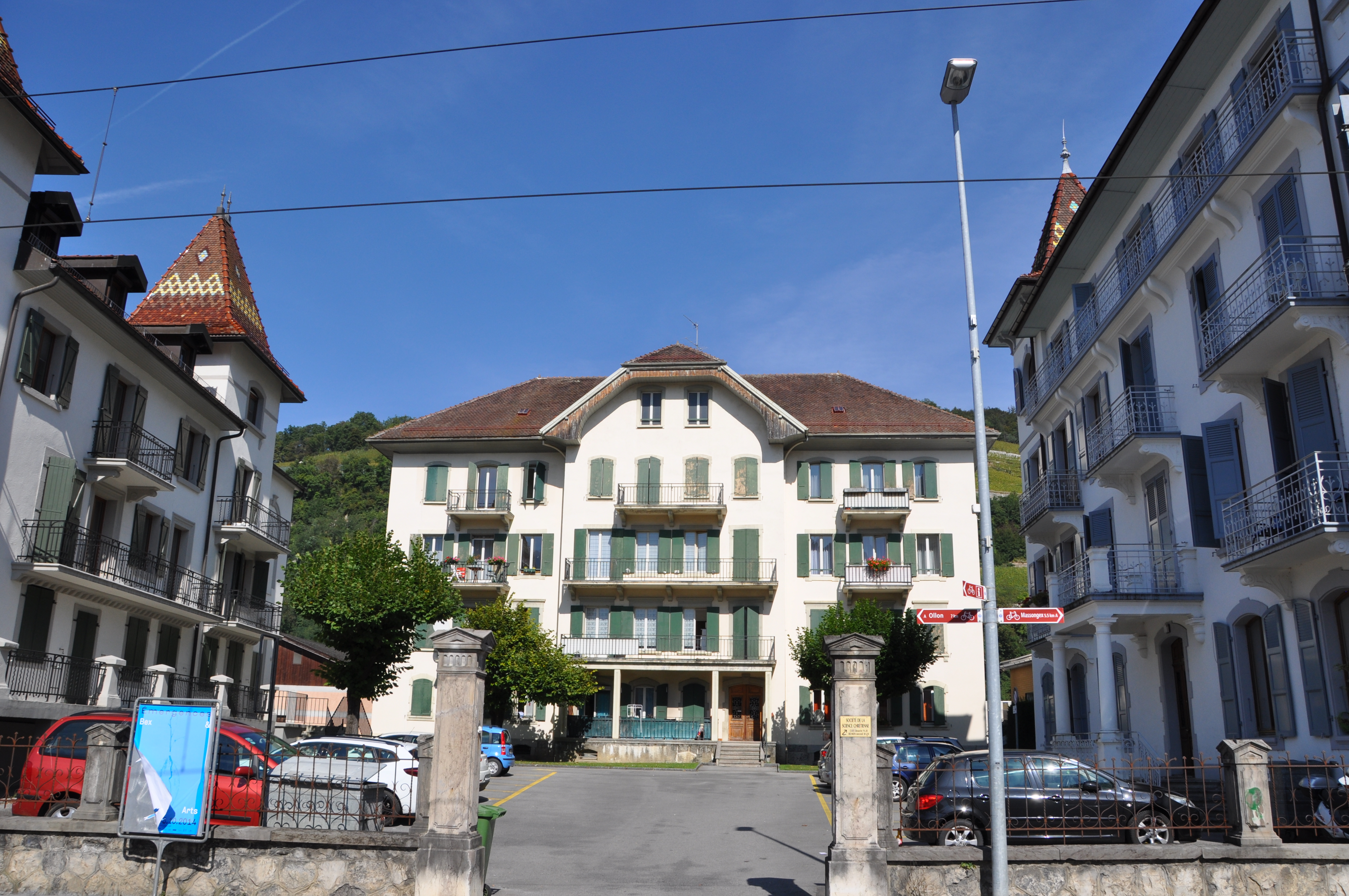
Entrée de l'ancien Hôtel des Bains. Témoin du passé thermal de Bex.
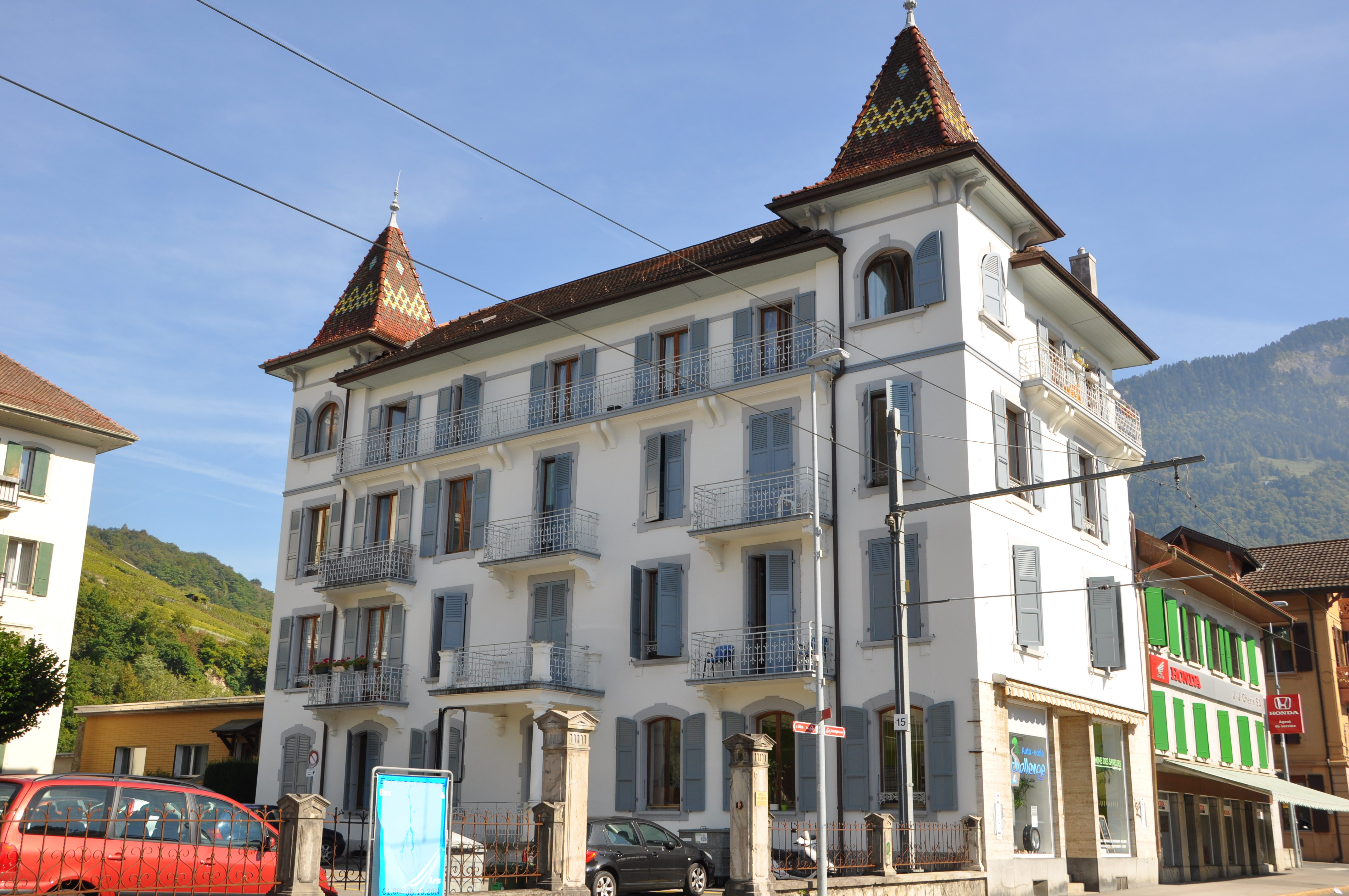
Détail de l'un des bâtiments de l'ancien Hôtel des Bains.
Maison villageoise en 1906.
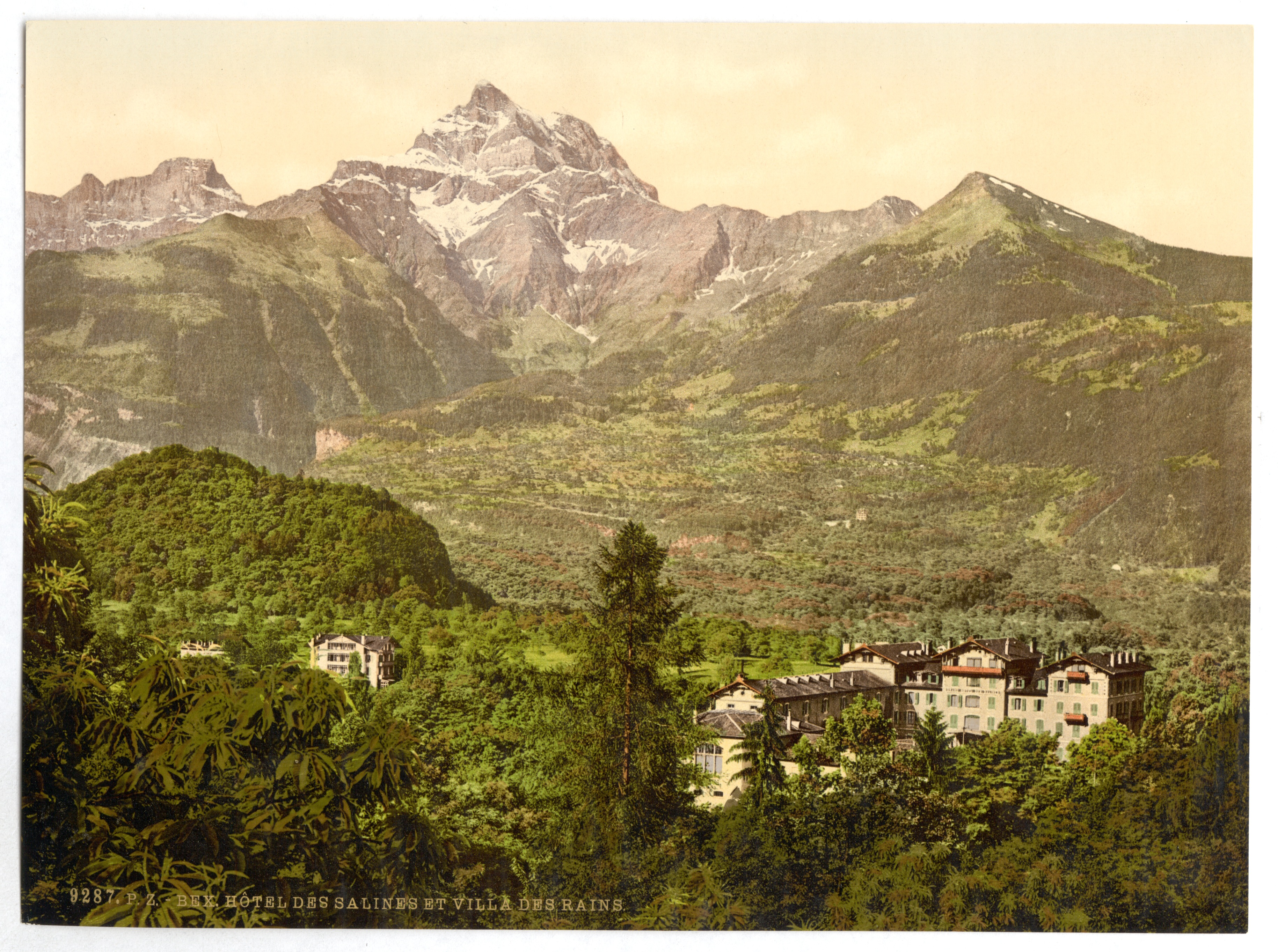
Carte postale de l'Hôtel des Salines, datant de la Belle Époque, entre 1890-1900.
Publicité des CFF de 1915.

Cependant, après la Première Guerre mondiale, la localité peine à s'adapter aux nouvelles demandes touristiques et perd son attrait de destination privilégiée. Il y demeure tout de même un tourisme éducatif, avec la présence de l'Institut Ascher, un internat pour jeunes gens juifs. Dès 1925, cette institution occupe la Pension de Crochet ; il s'agit d'un ancien hôtel qui a aussi reçu des blessés de guerre de 14-18 durant et après le conflit. Toutefois, l’institut Ascher cesse ses activités en 1978,. La disparition du thermalisme coïncide à peu de chose près : l'emblématique Grand Hôtel des Salines à la sortie du village en direction de Gryon ferme définitivement en 1977, brûle en 1982, puis est dynamité l'année suivante. 

En parallèle, une industrie diversifiée se développe et maintient des activités économiques du secteur secondaire au village : on y trouve successivement une usine électrique (Forces motrices de l'Avançon) (1897), une carrière de gypse (1897), une fabrique de plâtre (1905), une papeterie (brûlée en 1910), une fonte électrique (1917), une fabrique de treuils et de cabestans (1947), une entreprise de constructions métalliques (1953), de métallisation (1965), de récupération et recyclage des métaux (1972), mais aussi de sablage et de revêtement (1977). L'industrie pharmaceutique à Monthey et la raffinerie de Collombey génèrent également des emplois et du commerce.

Salines de Bex, site de Bévieux entre 1918 et 1937.
Salines de Bévieux en 1940.
Gisements de gypse à Bex, dans la colline du Montet, en 1940.
Mineurs à Bex en 1940.

Malgré le déclin de l'hôtellerie et la disparition du thermalisme, Bex reste un lieu d'accueil. En 1982, la Pension de Crochet, vacante, est  louée à la Croix-Rouge suisse, puis à la Fondation vaudoise pour l’accueil des requérants d’asile (FAREAS). Enfin, le canton de Vaud en fait l'acquisition en 1996 et délègue sa gestion à l’EVAM  (Établissement vaudois d’accueil des migrants). Depuis cette date, des réfugiés y séjournent. Cette présence confère à Bex un visage cosmopolite et multiculturel, plus d'un tiers de sa population est d'origine étrangère.

Les mines de sel (environ 65 000 entrées par an), le meeting international d'aviation (depuis 1974) de l'aérodrome (construit en 1919) et la tenue triennale de Bex & Arts, une exposition nationale de sculpture contemporaine (depuis 1981), constituent actuellement les principales attractions bellerines,.

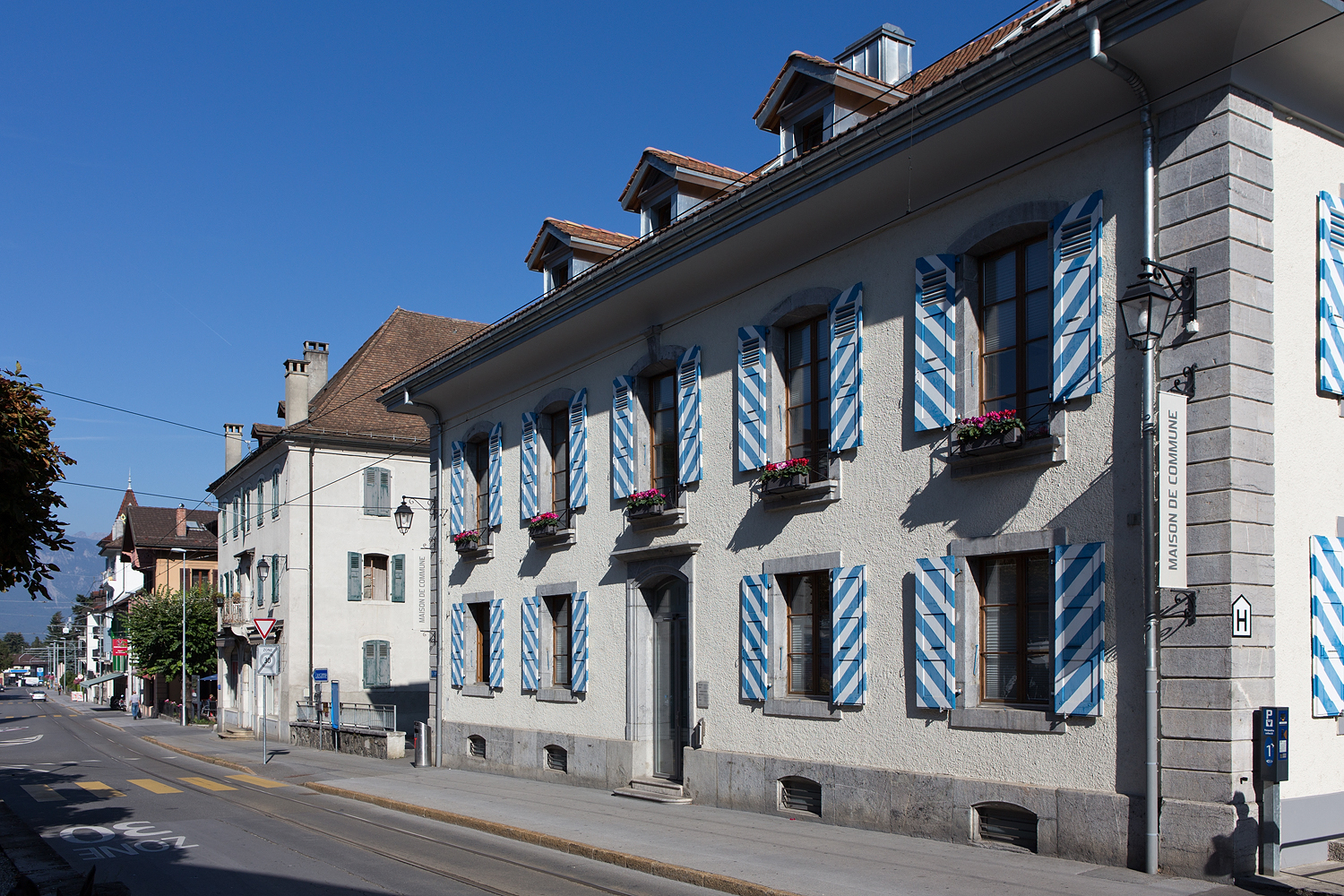
L'hôtel de ville actuel, photographié en 2014.
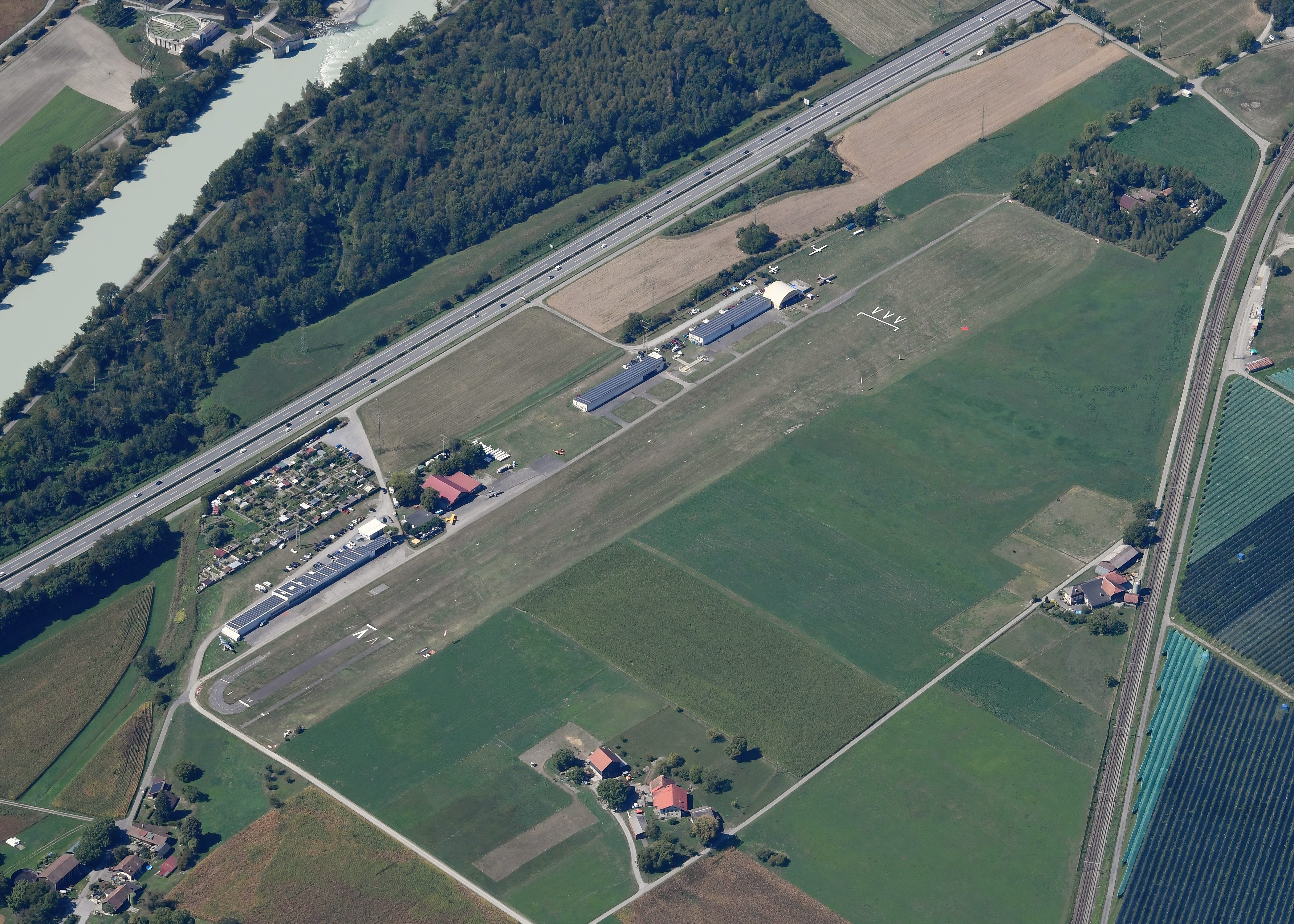
L'aérodrome de Bex.
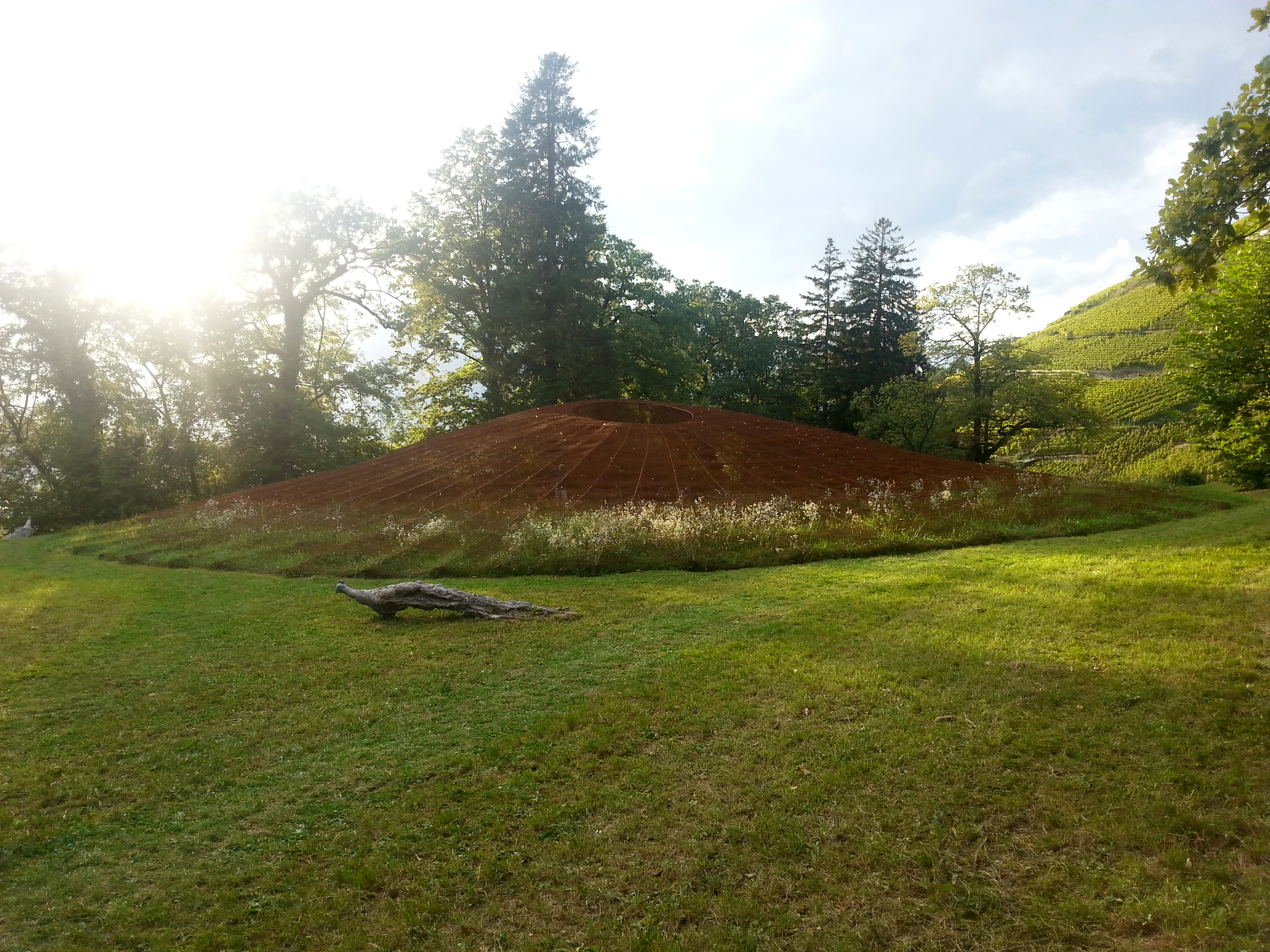
Sculpture monumentale d'Olivier Estoppey exposée à Bex & Arts 2014 sous le titre "Un matin d’or fin".
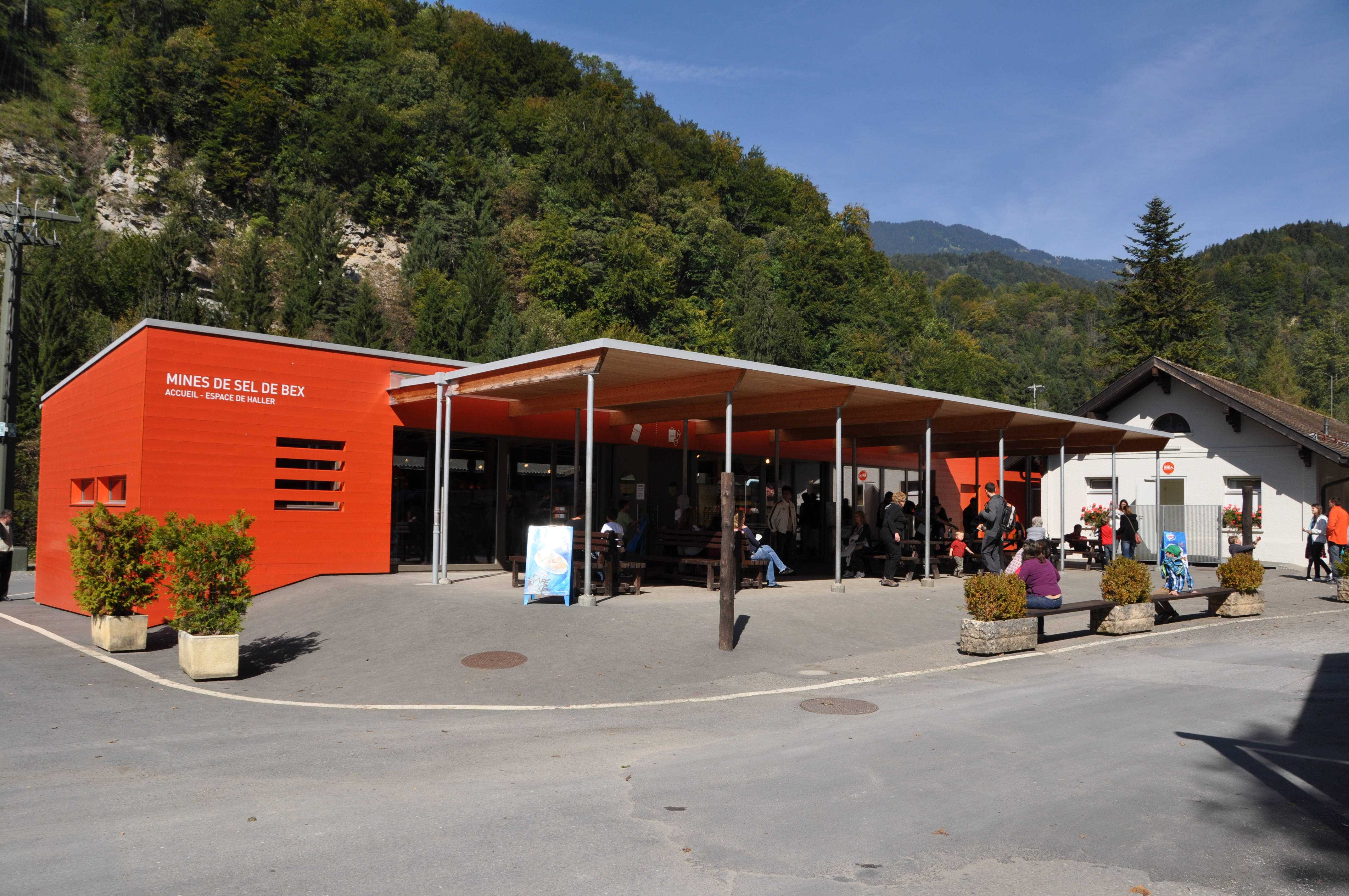
Espace pour les visiteurs des mines de sel.
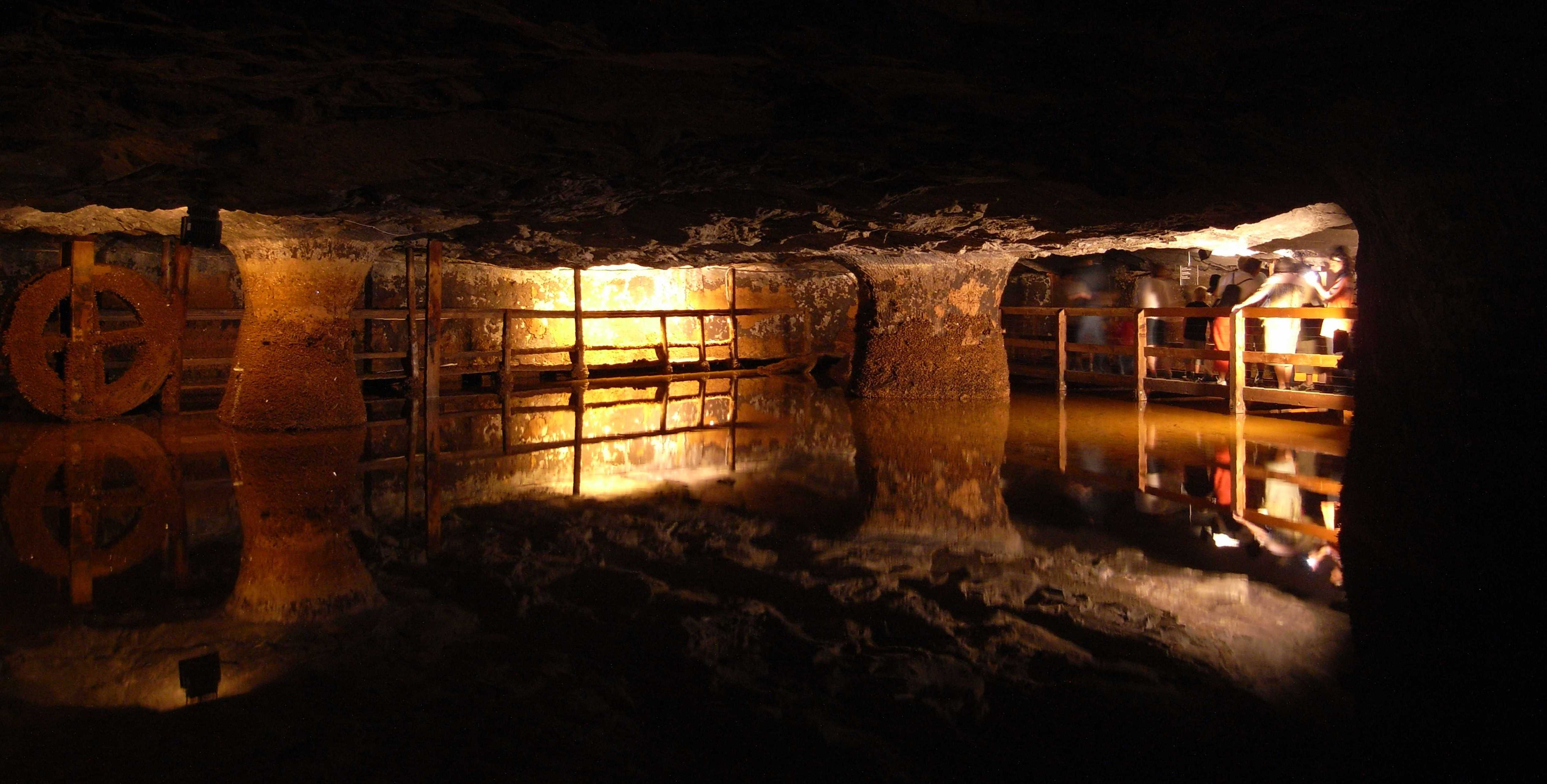
Mines de sel.
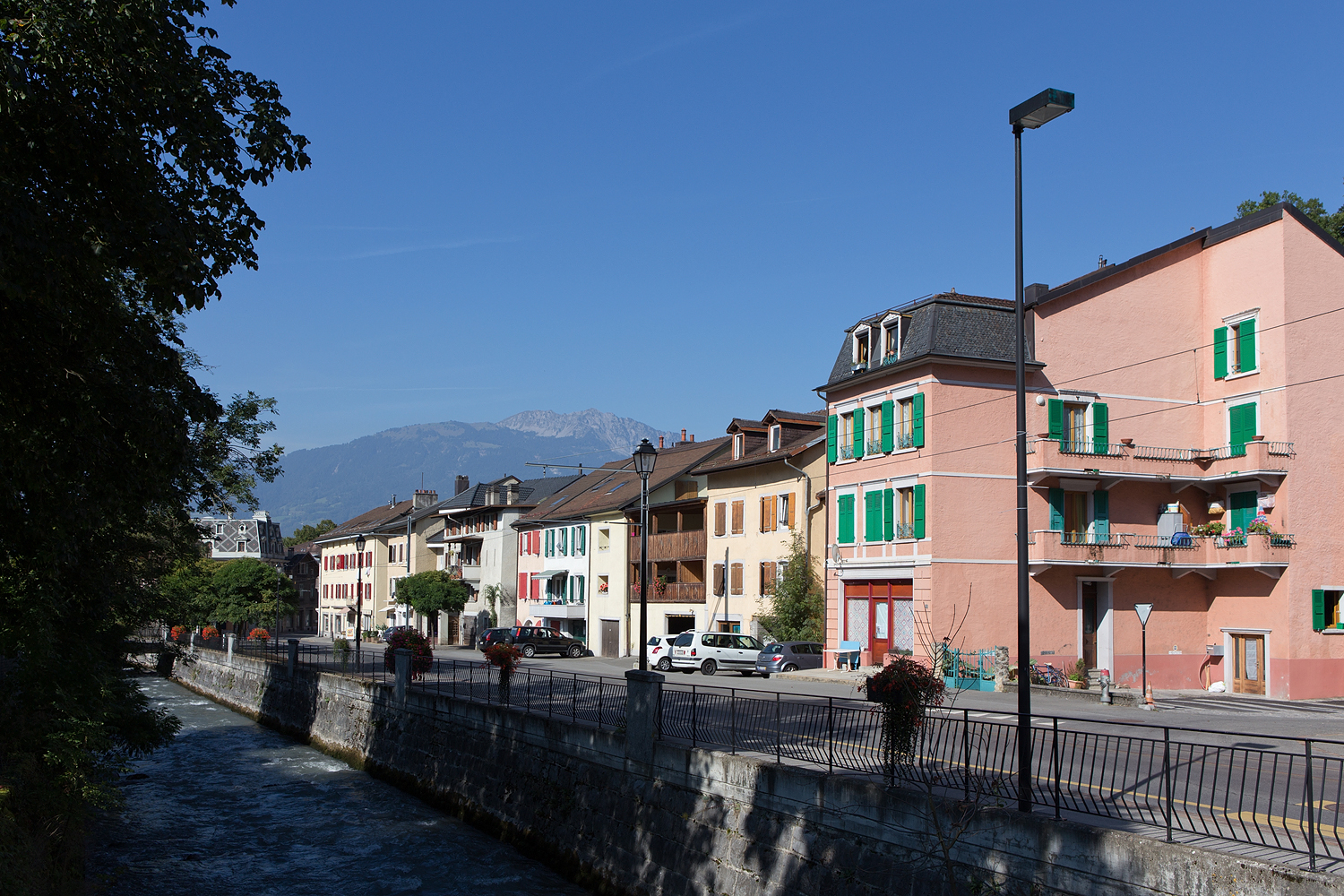
Quai de l'Avançon à Bex, en 2014.

## Politique

### Municipalité
La Municipalité se compose des personnes suivantes :
- Alberto Cherubini, syndic (administration générale, finances, culture, affaires extérieures)
- Daniel Hediger (sécurité publique et sport)
- Pierre-Yves Rapaz (infrastructure et espaces publics)
- Emanuel Capancioni (service industriels, tourisme)
- Jean-François Cossetto (domaine, bâtiments)
- Carmen Dubois (formation, affaires sociales, santé publique, paroisses)
- Michael Dupertuis (urbanisme)

### Jumelages
- Tuttlingen (Allemagne) depuis 1979

La ville de Bex est jumelée à la ville de Tuttlingen en Allemagne, au nord de Schaffhouse. Chaque année les élèves de Tuttlingen viennent à Bex pendant deux semaines pour apprendre le français, puis les Bellerins de 10e année partent apprendre l'allemand pendant une durée identique.
La commune a signé aussi une charte d'amitié avec la commune française de Draguignan.

## Population et société

### Gentilés et surnoms
Les habitants de la commune se nomment les Bellerins (fém. : Bellerintses).
Ils sont surnommés les Bûcherons (lè Botsèran ou lè Botzéron en patois vaudois) ou les Moutons (lè Muton) : le premier surnom fait référence aux forêts de la commune, le second à ses armoiries. Ils ont encore trois autres surnoms dont l'origine s'est perdue : les Baiseurs, les Orgueilleux (lè z'Orgolyâo) et les Mauvais-Habits (lè Tchiâpes).
Les habitants de la localité de Frenières-sur-Bex se nomment les Freniérins. Ils sont surnommés lou Trifan ou les Triflans, soit ceux qui mangent les pommes de terre en patois vaudois.

### Démographie

#### Évolution de la population
La commune compte 8 567 habitants au 31 décembre 2023 pour une densité de population de 89 hab/km2. Sur la période 2010-2023, sa population a augmenté de 31,8 % (canton : 18,6 % ; Suisse : 9,4 %).  

#### Pyramide des âges
En 2023, le taux de personnes de moins de 30 ans s'élève à 35,2 %, similaire à la valeur cantonale (34,6 %). Le taux de personnes de plus de 60 ans est quant à lui de 24,1 %, alors qu'il est de 22,5 % au niveau cantonal.
La même année, la commune compte 4 248 hommes pour 4 319 femmes, soit un taux de 49,6 % d'hommes, supérieur à celui du canton (49,1 %).
| Hommes | Classe d’âge | Femmes |
| ------ | ------------ | ------ |
| 0,7    | 90 ans ou +  | 1,4    |
| 6,8    | 75 à 89 ans  | 9,6    |
| 14,2   | 60 à 74 ans  | 15,5   |
| 19,4   | 45 à 59 ans  | 19,8   |
| 21,6   | 30 à 44 ans  | 20,7   |
| 17,9   | 15 à 29 ans  | 15,9   |
| 19,4   | - de 14 ans  | 17,1   |

| Hommes | Classe d’âge | Femmes |
| ------ | ------------ | ------ |
| 0,6    | 90 ans ou +  | 1,4    |
| 6,5    | 75 à 89 ans  | 8,7    |
| 13,5   | 60 à 74 ans  | 14,3   |
| 20,9   | 45 à 59 ans  | 20,9   |
| 22,3   | 30 à 44 ans  | 21,7   |
| 19,6   | 15 à 29 ans  | 17,7   |
| 16,6   | - de 14 ans  | 15,3   |

### Sports
La commune compte plusieurs clubs de sport :
- le Football-Club de Bex ;
- BMX Club Chablais[44] ;
- Ski-Club de Bex[45] ;
- Karaté Shotokan Bex[46].

## Économie

### Tourisme
- Les Mines de Sel (exploitées depuis le XVIIe siècle, elles accueillent des milliers de visiteurs chaque année)[47].
- Le Sentier du Sel[48].
- La triennale de sculpture Bex & Arts qui en est, en 2023, à sa quinzième édition[49].
- La ville a accueilli de 1998 à 2007 le Bex Rock Festival. Le comité de Staff Music ayant décidé de ne pas réitérer l'expérience, le Bex Rock Festival a connu 9 éditions.
- Chaque année, la commune accueille le Trophée du Muveran.

### Industrie
La Saline de Bex exploite des mines de sel au Bouillet. La commune est également productrice de vin, et de gypse.
Le bourg comprend par ailleurs une zone industrielle active notamment dans le tri des déchets électroniques.

## Culture et patrimoine
La commune de Bex possède un important patrimoine, à la fois naturel et bâti.

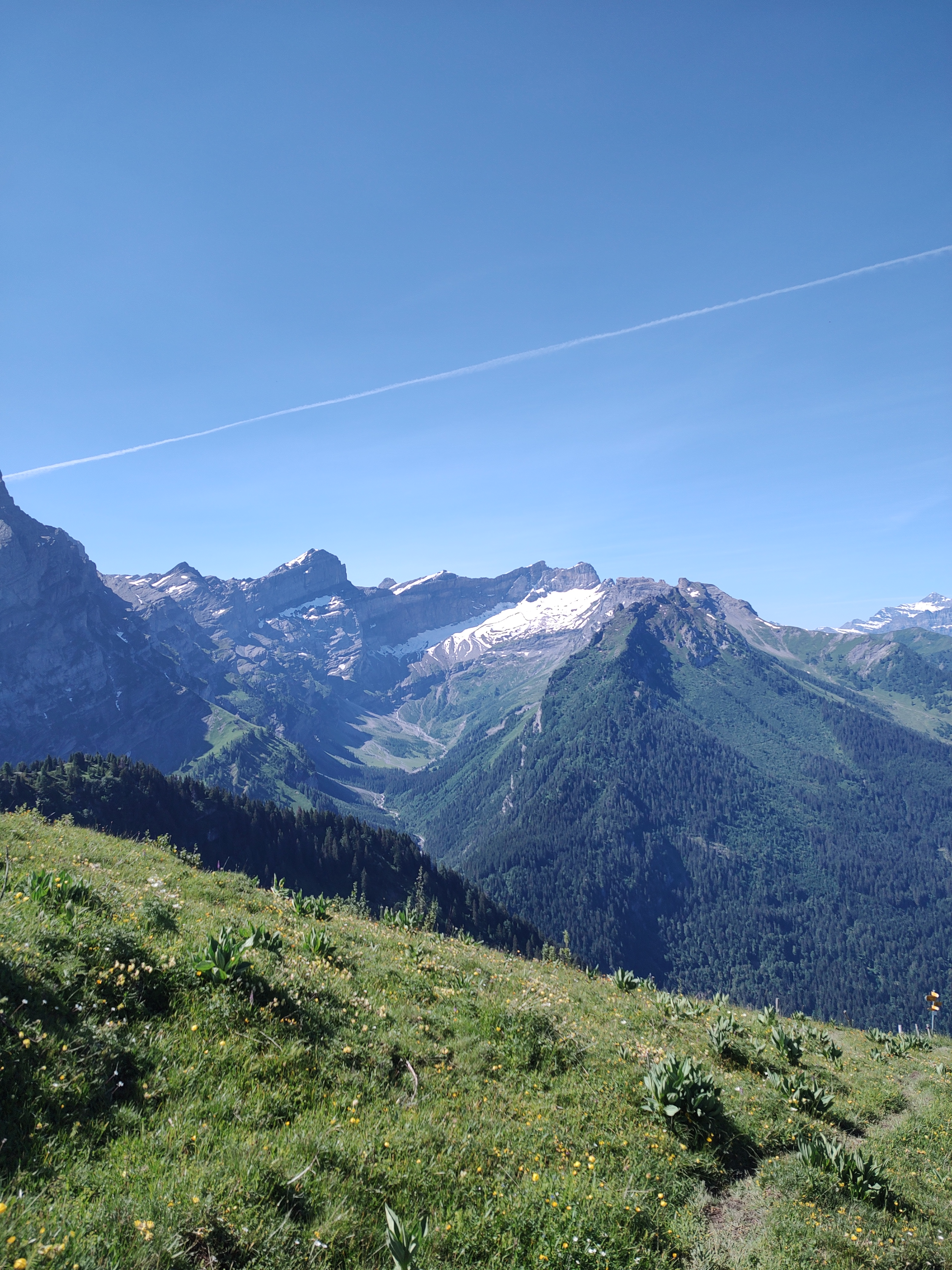
Le vallon de Nant et le glacier des Martinets vus depuis La Motte.

### Patrimoine naturel
- Les Mines de Sel de Bex, exploitées depuis 1680, classées à l'inventaire suisse des biens culturels d'importance nationale et régionale.
- La Saline de Bex, existant depuis 1554
- la réserve du Vallon de Nant
- le pâturage de Solalex
- la réserve du marais de Bex
- le district franc fédéral du Grand Muveran
- le village des Plans-sur-Bex.

### Patrimoine bâti

#### Bâtiments religieux

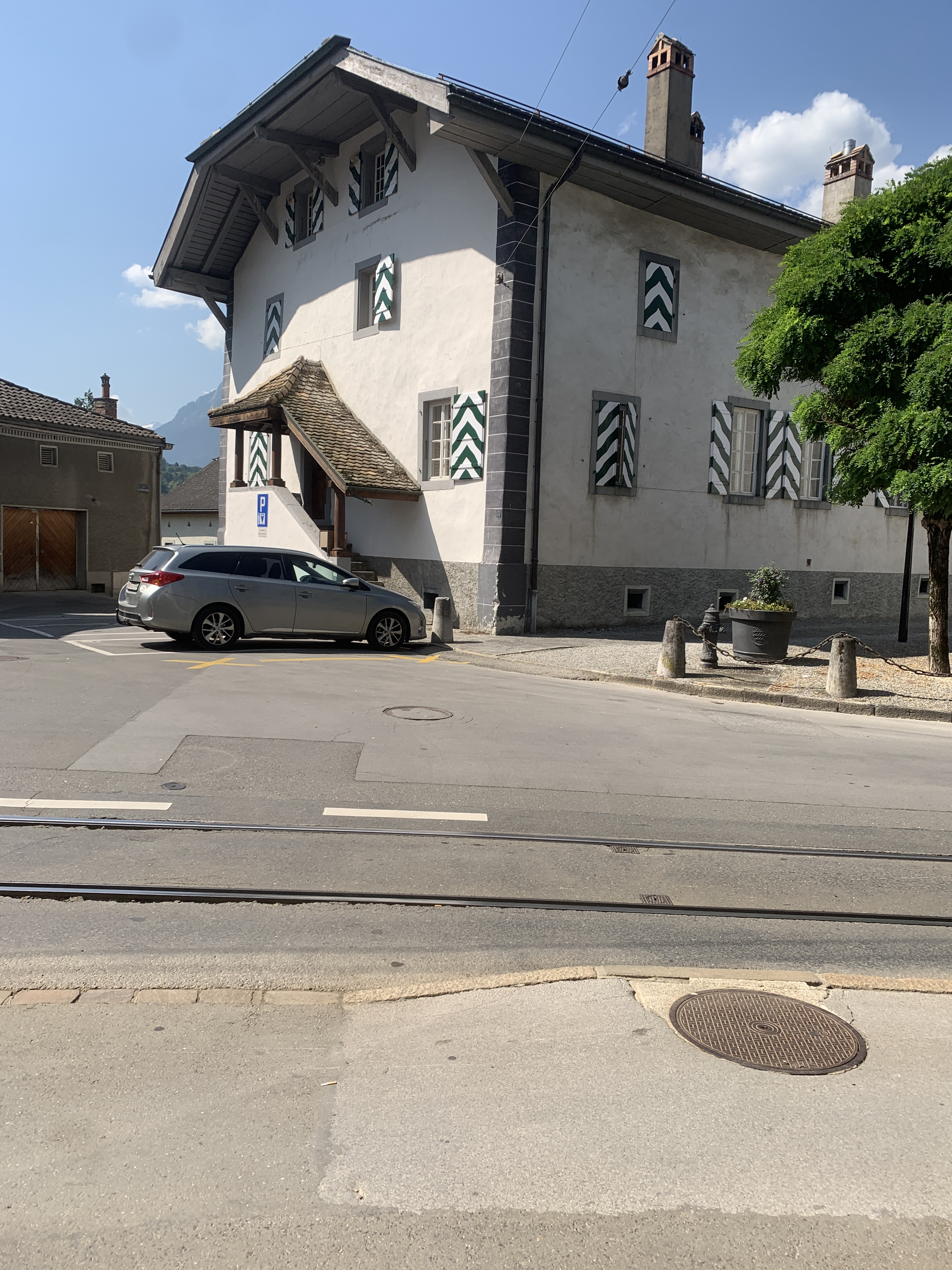
Cure protestante de Bex.

- Le temple de Bex (ancienne église médiévale Saint-Clément, attestée dès 1193) et son clocher à flèche de pierre de 1501 dû au maître maçon Jean Vaulet-Dunoyer. D'une hauteur de 52 mètres, il est le deuxième clocher le plus élevé du canton de Vaud après celui de la cathédrale de Lausanne[53]. La nef et le chevet ont été reconstruits en 1812-1814 par l'architecte Henri Perregaux[54]. Vitraux de 1911 par Clément Heaton. Édifice classé à l'inventaire suisse des biens culturels d'importance nationale et régionale.
- La cure protestante, reconstruite après incendie en 1680, a subi une rénovation complète en 1805 par l’architecte Henri Exchaquet. Restaurée en 1983-1984[55].
- L'ancienne chapelle de l'Église libre (dite chapelle Nagelin), construite en 1865 par l’architecte veveysan Samuel Késer[56].
- L'église catholique Saint-Clément (L'Allex), de style néogothique, a été bâtie en 1885 et transformée en 1941-1943. Vitraux de 1937 par Paul Monnier[57].

#### Bâtiments et lieux publics
- La Tour de Duin.

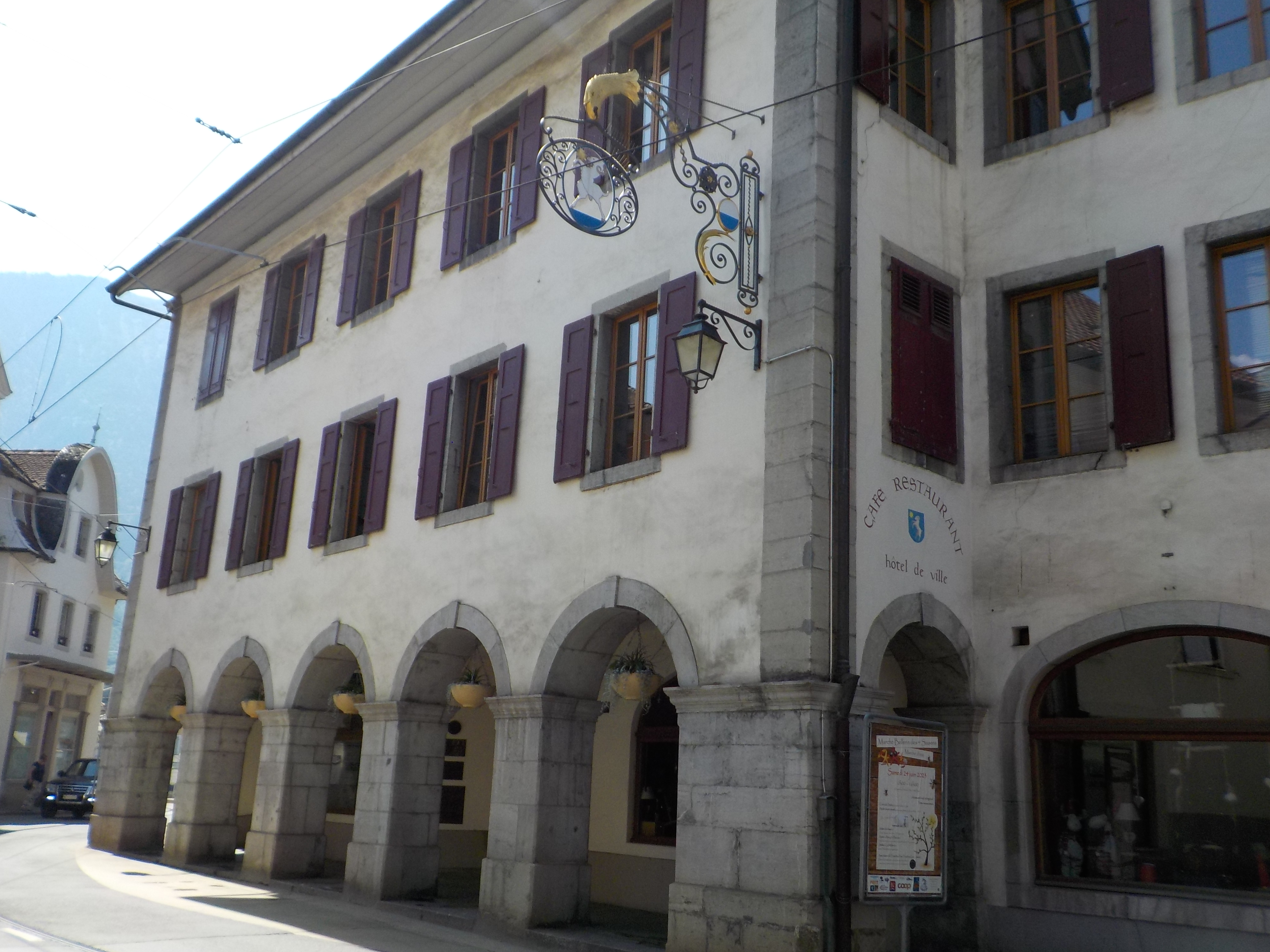
L'hôtel de ville de Bex. On y trouve aujourd'hui un café.

- L'hôtel de ville. Ce bâtiment de 1747 a été bâti par l'ingénieur et architecte Isaac Gamaliel de Rovéréa, avec arcades servant de halle de marché[58]. Restauré et transformé en 1977-1978[57].
- La loge maçonnique Progrès et Vérité, dans l'ancienne église anglicane, consacrée en 1875. Acquise par la Loge en 1938[59].

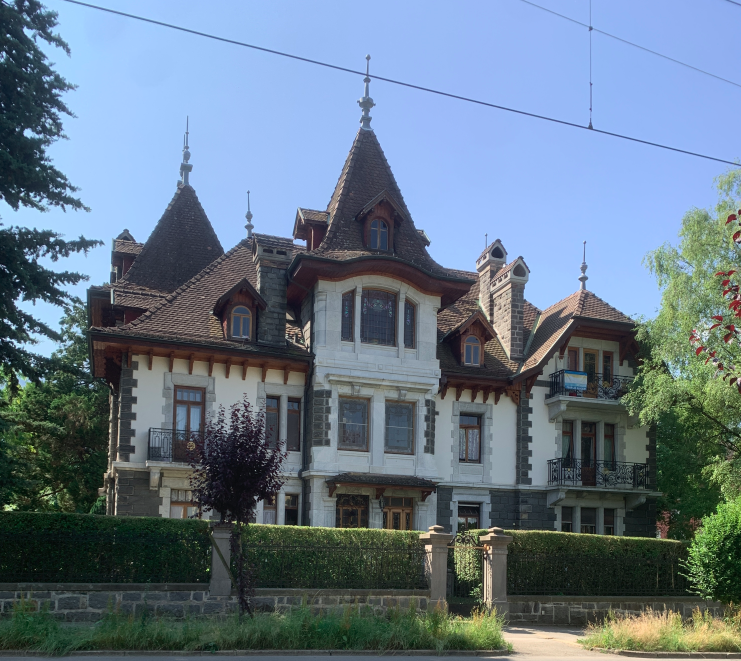
La villa du chêne à l'avenue de la gare.

- La villa du chêne à l'avenue de la gare construite en 1909 a appartenu à Joseph Dupont-Dupont (1872-1922), entrepreneur en génie civil engagé dans le chantier du tunnel du Simplon. Elle est représentative du style Art nouveau[60].
- Le château (route de Gryon 4-6), imposant édifice de trois niveaux avec tour d'escalier, sous un toit Mansart, a été construit en 1641 pour David de Rovéréaz[57].
- L'ancien pont sur le Rhône, classé à l'inventaire suisse des biens culturels d'importance nationale et régionale.
- La « Campagne Szilassy », sur une hauteur dominant le village, comporte une maison de maître très simple, construite en 1836. Les dépendances, en style rustique, ont été bâties entre 1841 et 1881. Remarquable jardin paysager, dans le genre des parcs anglais[57].
- Le domaine du Rhône. Bâtiment des salines du Rhône, élevé en 1717-1718 par l’architecte lausannois Guillaume Delagrange[57].
- L'ancienne maison du directeur des salines (route des Dévens 6) a été bâtie dans le goût néoclassique en 1825-1827 par l'ingénieur Adrien Pichard[61].
- Les fortifications Dufour (sur la colline de Chiètres), dont en particulier les fortifications de l'Arzillier[62], ont fermé, au XIXe siècle le verrou topographique que constituait le resserrement de la vallée du Rhône à Saint-Maurice.

#### Inventaire suisse des biens culturels
| Photo | Objet                        | Type | Type | Type | Type | Type | Type | Type | Adresse                | Coordonnées                 |
| Photo | Objet                        | A    | Arch | B    | E    | M    | O    | S    | Adresse                | Coordonnées                 |
| ----- | ---------------------------- | ---- | ---- | ---- | ---- | ---- | ---- | ---- | ---------------------- | --------------------------- |
|       | Fortification de l'Arzillier |      |      |      |      |      | O    |      |                        | 46° 13′ 32″ N, 7° 00′ 26″ E |
|       | Clocher du temple            |      |      |      | E    |      |      |      | Rue du Midi            | 46° 15′ 04″ N, 7° 00′ 44″ E |
|       | Pont sur le Rhône            |      |      |      | E    |      |      |      | Route de Saint-Maurice | 46° 13′ 24″ N, 7° 00′ 12″ E |
|       | Mines de Sel de Bex          |      |      |      |      |      |      | S    | Route de Gryon 29      | 46° 15′ 38″ N, 7° 01′ 51″ E |

### Monument Forneret
Le monument Forneret, un mémorial situé dans le village de Bex, commémore la bataille du col de la Croix et les soldats de la commune morts en service,. Il est composé d'une fontaine et de trois plaques commémoratives. Ce bassin pèse 2,5 tonnes et a été taillé dans de la pierre de Sous-Vent provenant d'une carrière bellerine. La construction du monument a été dirigée par l'architecte M. Gribbi de Montreux et le travail de sculpture est l’œuvre du marbrier M. A. Pichard de Bex.
Le bassin de la fontaine est posé sur la place du marché, flanqué de deux platanes en 1904. Le monument complétant ce bassin est pour sa part construit et inauguré le 19 avril 1925. Le combat du col de la Croix, qui oppose les milices des Ormonts loyales aux autorités bernoises aux troupes vaudoise et françaises durant l'invasion française de la Suisse et la révolution vaudoise, a cependant lieu 127 ans plus tôt, le 5 mars 1798.
Après une cérémonie d'inhumation sur la place du marché de Bex, les autorités communales promettent initialement d'y ériger une pierre tombale portant l'inscription « Voyageur, ici repose Forneret. Fuis si tu es Tiran, assois-toi si tu es un frère. Sur cette tombe, après la victoire du 5 et 6 mars, Mangourit, Résident de la République Française, reçut les serments de fraternité éternelle des Français, des Vaudois, des Valaisans, armés pour la liberté du monde ». Ce projet de pierre tombale n'est cependant jamais réalisé ; il est abandonné après l'occupation française et le monument de 1925 le remplace. Comme la construction a lieu après la Première Guerre mondiale, il est décidé d'ajouter les noms des nouveaux militaires morts en service de la commune. Après 1945 deux autres plaques additionnelles listant de nouvelles victimes décédées en service actif viennent compléter le monument à droite et à gauche.
En juin 2019, la commune de Bex déplace le monument pour pouvoir réaménager la place ; après restauration, il est installé au cimetière communal.

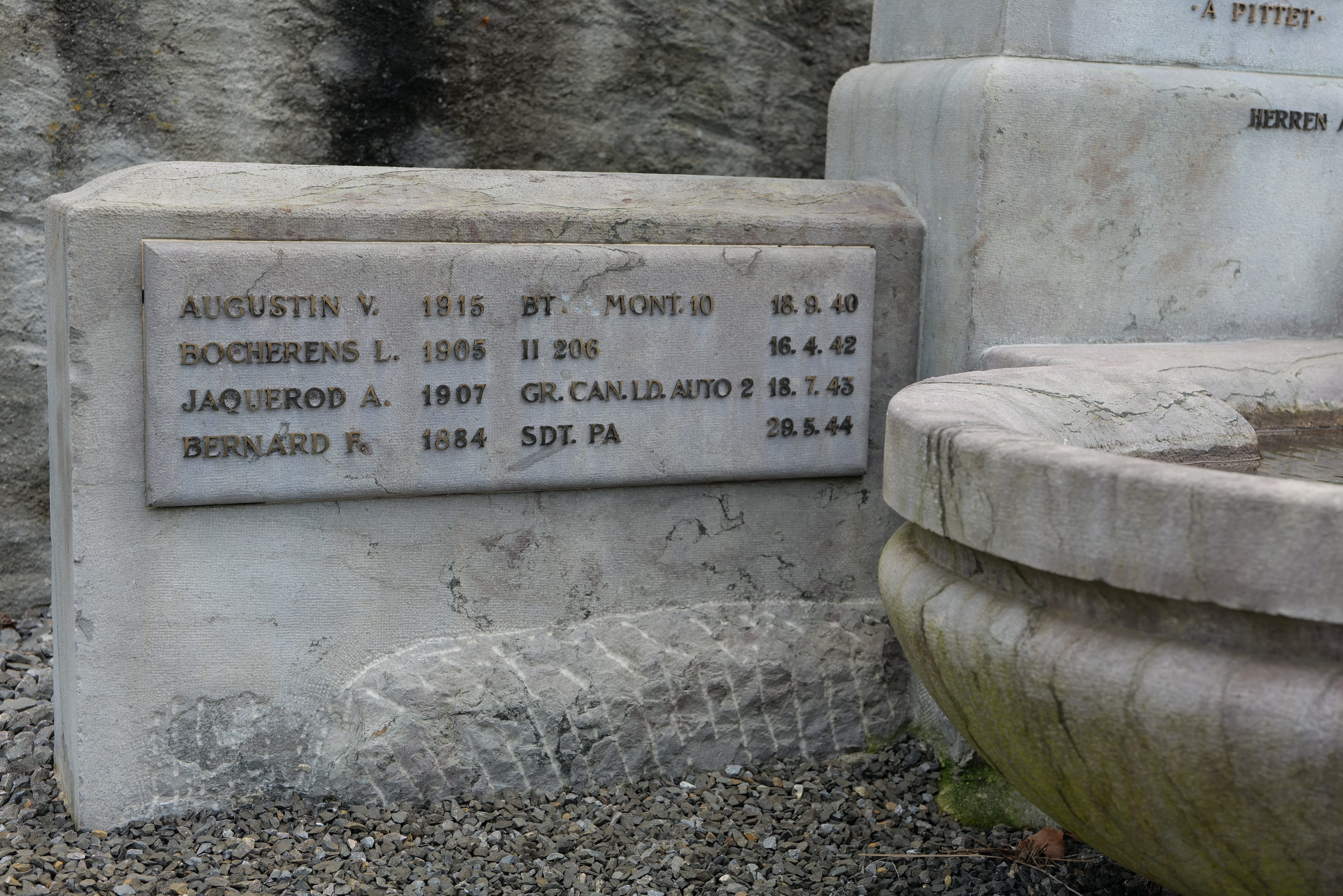
Plaque de gauche du monument.
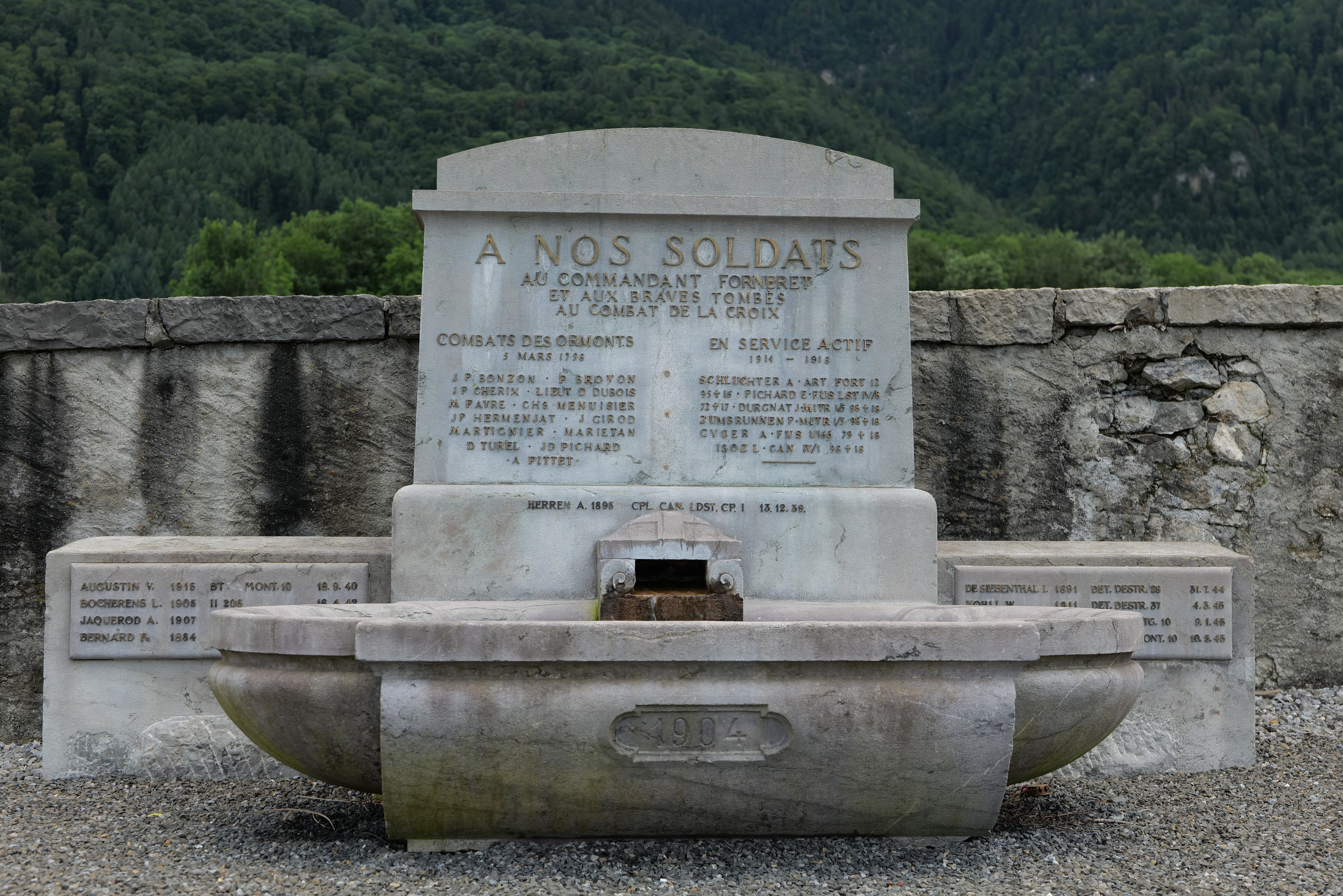
Le monument Forneret à son emplacement depuis l'été 2019.
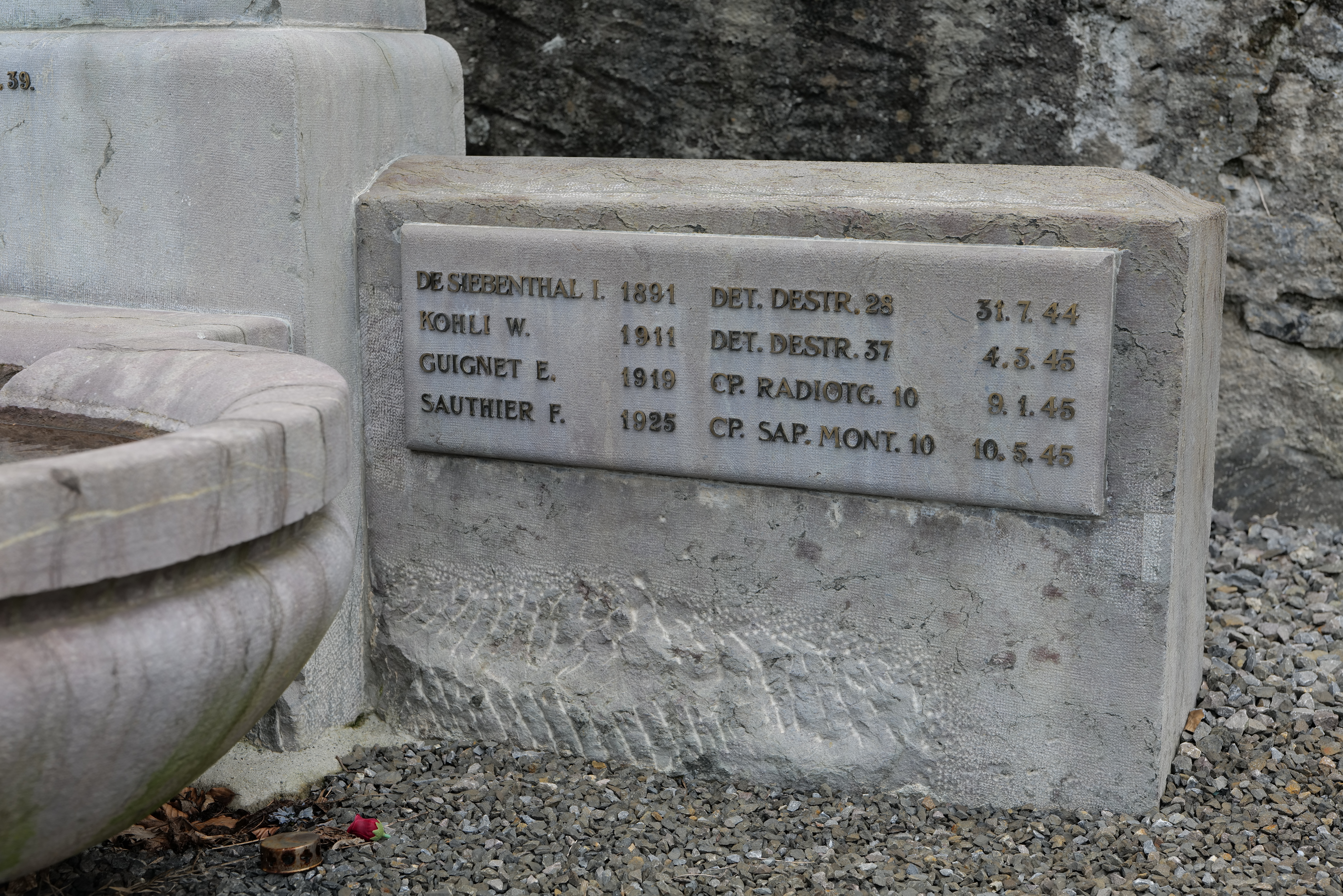
Plaque de droite du monument.

### Littérature
Parmi les visiteurs célèbres de Bex, on compte notamment l'écrivain danois Hans Christian Andersen qui, dans La Vierge des Glaces (1861), écrit à propos de Bex : « Là, à chaque pas, tout n'est qu'abondance et prospérité, on est comme dans un jardin de châtaigniers et de noyers. Çà et là percent des cyprès et des grenadiers. Il y règne une chaleur méridionale, comme si l'on était entré en Italie... »
L'écrivain vaudois Jacques Chessex a consacré quelques pages de son Portrait des Vaudois (1969) aux Histoires regrettables d'un Bellerin et leurs suites non moins édifiantes. Ce chapitre commence par une présentation aussi vivante que polémique du village :
« − Bex rend fou. Mais oui je vous dis que Bex rend fou! glapissait le vieux juge Maillard, dit Soleil, en attaquant le troisième demi. Ils sont tous fous dans cette sale ville. La politique, l'argent, le collège, c'est rien que des bringues, des histoires, tout le monde dépose plainte contre tout le monde, on se déteste, on se fait des coups tordus, on se soûle à mort. Le directeur mène le bal, son copain le notaire fait la cupesse, ah oui je vous dis que Bex rend fou!
Des sages parlent d'influences telluriques. [...] D'autres accusent le Chablais, qui coule plus fort que l'Avençon et qui embrase les cervelles d'une impétueuse acrimonie. D'autres rappellent le voisinage des catholiques. Les géographes parlent de l'influence du foehn qui tient des nuits entières les Bellerins réveillés, monte les bobéchons, gratte les plaies. D'autres mettent en cause les salines dont les miasmes et les labyrinthes exercent sur les glandes thyroïdes et les psychés un effet pernicieux qui agite les nerfs et gonfle les imaginations. D'autres accusent les institutrices de pousser les Bellerins au crime en donnant trop de petits soupers. »

### Personnalités liées à la commune
- Alphonse Mex (1888-1980), écrivain
- Marie-Louise Dreier (1936-), poétesse
- Jean de Charpentier (1786-1855), glaciologue et géologue
- Marc-Emile Ruchet (1853-1912), homme politique
- Isaac Veillon (1733-1817), homme politique
- Henri Pittier (1857-1950), géographe
- Louis-Emil Eyer (1865-1916), pédagogue sportif.

### Héraldique
| Blason | Blasonnement : « D'azur au bélier saillant d'argent accompagné au chef dextre d'une étoile à huit rais d'or. » |

Les armoiries de Bex apparaissent sur un sceau du XVIIIe siècle, sur des channes soit cruches de communion et autres plats en étain, mais le bélier est alors représenté passant sur une terrasse. Vers 1910, il devient saillant, parfois sur un tertre. La version définitive est arrêtée en 1925 et confirmée en 1963 par les autorités communales.